# Antiguo Régimen de España
Las instituciones españolas del Antiguo Régimen fueron la superestructura que, con algunas innovaciones, pero sobre todo mediante la adaptación y transformación de las instituciones y prácticas políticas, sociales y económicas preexistentes en los distintos reinos cristianos de la península ibérica en la Baja Edad Media, presidió el periodo histórico que coincide a grandes rasgos con la Edad Moderna: desde los Reyes Católicos hasta la Revolución liberal (del último tercio del siglo XV al primero del siglo XVIII) y que se caracterizó por los rasgos propios del Antiguo Régimen en Europa occidental: una monarquía fuerte (autoritaria o absoluta), una sociedad estamental y una economía en transición del feudalismo al capitalismo.
Son características del Antiguo Régimen la dispersión, la multiplicidad e incluso la colisión institucional, lo que hace muy complejo el estudio de la historia de las instituciones. La misma existencia de la unidad institucional de España es un asunto problemático. En este periodo histórico hubo instituciones unitarias: destacadamente, y trascendentales en la percepción exterior de la Monarquía Hispánica, la persona del rey y su poder militar; hacia el interior, la Inquisición. Otras fueron comunes, como las propias de la sociedad estamental: nobleza, clero y corporaciones de muy distinto tipo se organizaban de una manera no muy diferente en cada reino. Un monasterio cisterciense catalán (Poblet) era intercambiable por otro castellano (Santa María de Huerta); un ganadero mesteño, por otro de la Casa de Zaragoza; la aristocracia se fusionó en una red de alianzas familiares. Pero otras fueron marcadamente diferenciadas: las Cortes o la Hacienda en los reinos de la Corona de Aragón no tuvieron nada que ver con las de Castilla y León. Incluso con la imposición del absolutismo borbónico, que redujo esas diferencias, las provincias vascas y Navarra mantuvieron sus fueros. El Estado y la nación se van forjando, en gran medida como consecuencia de cómo las instituciones respondieron a la dinámica económica y social, pero no acabarán de presentarse en su aspecto contemporáneo hasta que terminó el Antiguo Régimen.

## La sociedad en la España del Antiguo Régimen
La sociedad de la España moderna (en el sentido de la Edad Moderna o del Antiguo Régimen) era un entramado de comunidades de diversa naturaleza, a las que los individuos se adscribían por vínculos de pertenencia: comunidades territoriales del estilo de la casa o el pueblo; comunidades intermedias como los señoríos y las ciudades y su tierra (alfoz o comunidad de villa y tierra, de muy distinta extensión); comunidades políticas o jurisdicciones amplias como las provincias, los adelantamientos, las veguerías, las intendencias o los reinos y coronas; comunidades profesionales como gremios artesanales, cofradías de pescadores, o las universidades; comunidades religiosas; etc.
Se contemplaba el reino con una analogía organicista, como un cuerpo encabezado por el rey, con su supremacía, con las distintas comunidades y órdenes que lo formaban como órganos, articulaciones y miembros. Los hombres y mujeres estaban vinculados por lazos personales, como vínculos de familia y parentesco. Cada vínculo se regía por reglas comunes que debían gobernar su funcionamiento y su experiencia. En el Antiguo Régimen las comunidades eran jerárquicas, todo cuerpo tenía su autoridad, eran vínculos de integración y subordinación. Pero cada vínculo tenía un valor ambivalente, de dominación y paternalismo: debían garantizar la supervivencia de los individuos a la vez que mantenían relaciones sociales de subordinación. Lo que en el mundo contemporáneo se entienden como funciones públicas estaban en manos de particulares, ya sean casas, señoríos o dominios del rey, teniendo una total autonomía un territorio de otro. El mismo concepto de particular carecía de sentido, puesto que no existía una diferenciación efectiva entre lo público y lo privado en la sociedad preestatal o preindustrial.
La nobleza y el clero eran los estamentos privilegiados. Desde el siglo XVI la nobleza tendió a volverse más cortesana y se trasladó a Madrid, en los aledaños de la Corte. El clero era un estamento más abierto, ya que podían incorporarse individuos sin atender a su condición social, aunque también era un grupo jerarquizado con distintos grados dentro de su estructuración. El estado llano era el más heterogéneo y numeroso. Contemplaba desde los campesinos más pobres hasta la incipiente burguesía (burguesía de la inteligencia: letrados con cargos administrativos en su mayor parte; y la burguesía de los negocios). El grado de integración de varias minorías perseguidas (judeoconversos, moriscos o gitanos) sufrió diferentes alternativas.

## La monarquía, la nobleza y el territorio
La forma de determinar el alcance del poder real es considerarlo como el revés del poder señorial y a la inversa…. El poder señorial nunca fue más allá del ejercicio de competencias de orden local… la acumulación de señoríos, por copiosa que fuese y aunque diera lugar a la aparición de oficinas señoriales de ámbito territorial, nunca consiguió ampliar sus competencias. Fenómenos como la venta de oficios en lugares de señorío pero con beneficio de la Corona, o el hecho sobradamente documentado de la apelación a la justicia real, ponen en entredicho la imagen del poder señorial como una limitación del poder real.

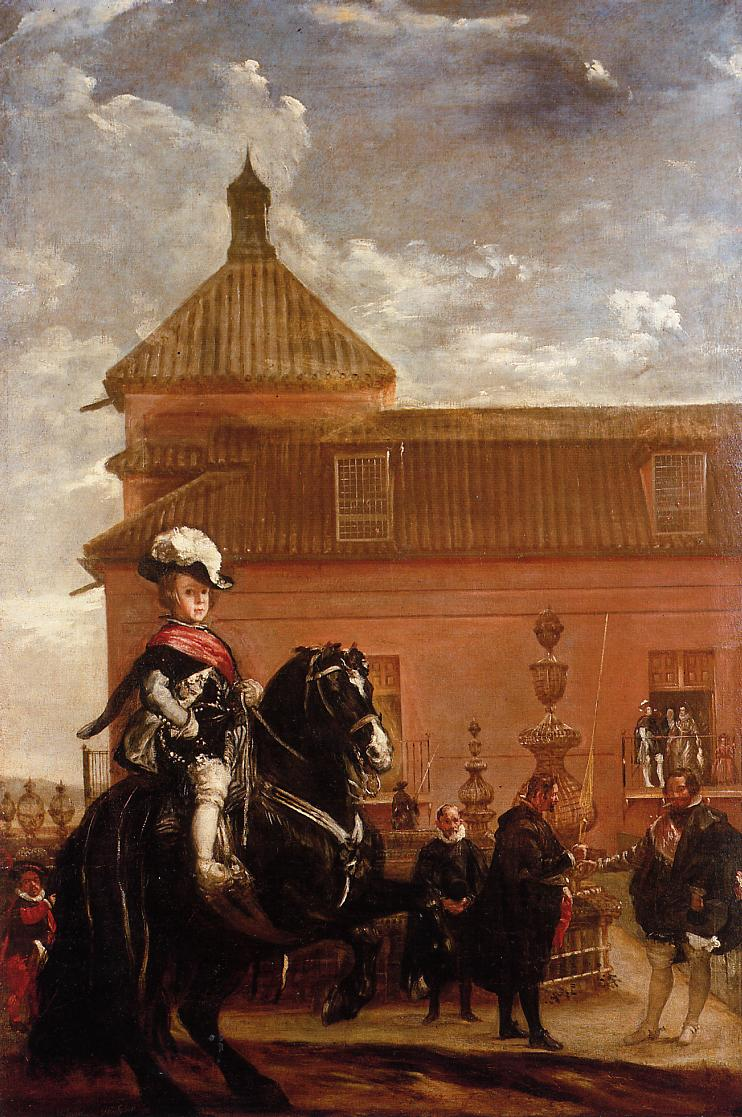
En este cuadro de Velázquez (1636–1637) se representa una clase de equitación del Príncipe Baltasar Carlos, que debe exhibir con ello su identificación con el modo de vida nobiliario. A su cargo, el caballerizo mayor: Gaspar de Guzmán, conde de Olivares y Duque de Sanlúcar la Mayor, grande de España y valido, que basa su posición política en la cercanía física que le da acceso a las personas reales. Asisten otros cortesanos. Asomados a un balcón del Alcázar de Madrid, capital política de la Monarquía Hispánica, los reyes Felipe IV e Isabel de Borbón.

La cúspide del sistema institucional fue la monarquía, justificada desde el comienzo de la reconquista como herencia de la Hispania Visigoda en los núcleos cantábricos: reino de Asturias, reino de León y condado y luego reino de Castilla; o del feudalismo carolingio en los pirenaicos: Corte Condal de Barcelona, posteriormente principado de Cataluña, condado y más tarde reino de Aragón, y reino de Navarra. Este, de hecho, había reunido la casi totalidad de los territorios cristianos peninsulares a comienzos del siglo XI, para luego disgregarlos con la herencia de Sancho III el Mayor entre sus descendientes de la dinastía Jimena, enfrentados entre sí al tiempo que se expandían territorialmente por Al-Ándalus. Para entonces el concepto de monarquía hereditaria ya estaba suficientemente asentado como para utilizarla como una institución patrimonial, dentro de la dinámica vasallática del feudalismo, con todas las limitaciones que esta expresión tiene en la península ibérica. La influencia europea que llegó con el Camino de Santiago y la Orden de Cluny determinó que fuera la casa de Borgoña la que terminara entroncando en los reinos occidentales (Portugal, León y Castilla). Los mismos procedimientos justificativos (a los que se añade la propia existencia de la monarquía) fueron los utilizados para justificar el predominio social de la nobleza (los bellatores o defensores feudales), que con el alto clero formaban una única clase dirigente: los privilegiados.
La formación de la monarquía autoritaria culmina con la poderosa dinastía Trastámara, originada en Castilla en la persona de un bastardo, Enrique II el de las Mercedes, aupado al poder por la alta nobleza celosa de evitar esa misma concentración de poder, que se implantará también en Aragón como consecuencia del Compromiso de Caspe. La crisis del siglo XIV había sido determinante para producir una nítida separación entre la alta y la baja nobleza de hidalgos y caballeros, cuyo prestigio social, cuando no podía sustentarse en el control de tierras, era buscado con todo tipo de probanzas, hábitos, ejecutorias, reyes de armas, blasones... que si no podían respaldarse con aquellas, no ocultaban su decadencia económica. Geográficamente se produce también una cesura entre el norte peninsular —las montañas cantábricas y pirenaicas donde van a buscarse los solares originarios de las casas nobles pero donde no hay grandes dominios y la mayor igualdad de condiciones permitió nacer el mito de la hidalguía universal— y el sur —dominado por las encomiendas de las órdenes militares y los grandes estados nobiliarios—. A los no privilegiados, les quedaba la percepción del orgullo de cristiano viejo, que se expresó legalmente en los estatutos de limpieza de sangre, que se extendieron por todo tipo de instituciones tras la revuelta anticonversa de Pedro Sarmiento en Toledo (1449). Esa discriminación legal se mantuvo como un factor decisivo de cohesión social con más motivo incluso tras la expulsión de los judíos (1492) y de los moriscos (1609), manteniendo como útil chivo expiatorio la existencia del cristiano nuevo, condición de la que no escapaban ni las más altas casas nobles ni el mismo rey (Libro Verde de Aragón, Tizón de la Nobleza).

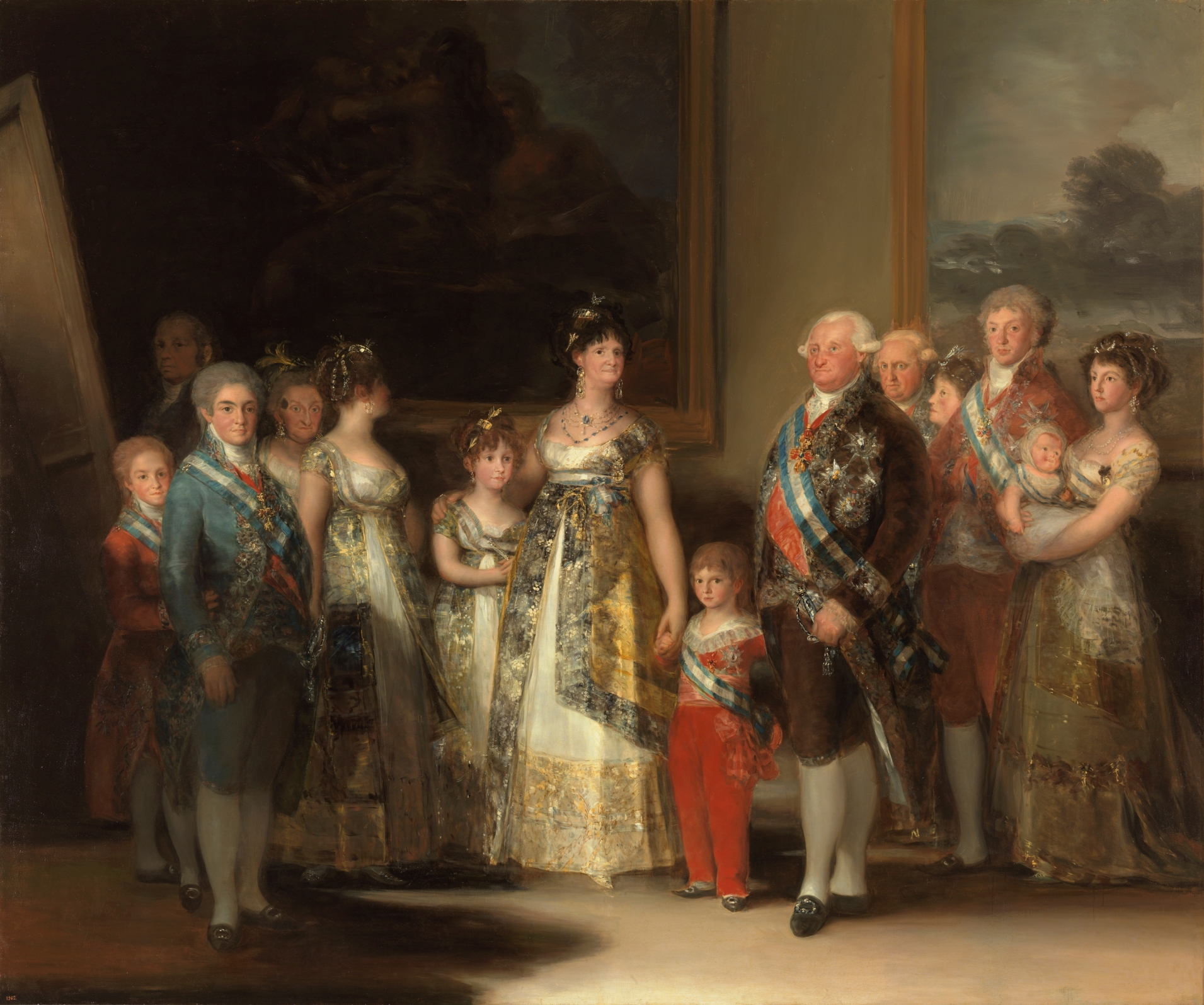
La familia de Carlos IV, por Goya (1800–1801). En este retrato colectivo aparecen las últimas generaciones de monarcas absolutos (Carlos IV y Fernando VII), que ya han presenciado cómo sus primos franceses han pasado por la guillotina. También aparece el que representará más adelante la última oportunidad de restauración del Antiguo Régimen frente a la triunfante Revolución Liberal española (Carlos María Isidro de Borbón, el pretendiente carlista que se opondrá, aduciendo la ley sálica, a la sucesión en Isabel II, hija única de su hermano mayor).

A la unión territorial de los Reyes Católicos (por matrimonio: Aragón y Castilla, o conquista: Canarias, Granada, Navarra, América, Nápoles, plazas norteafricanas), le sigue la adición de vastos territorios en Europa con la llegada de la dinastía Habsburgo, cuya concepción del poder se basaba en el respeto a las peculiaridades locales (no sin conflictos, como la Guerra de las Comunidades y las Germanías con Carlos I o la crisis de 1640 con Felipe IV). La concepción unitaria de los dominios peninsulares permite a la historiografía hablar de Monarquía Hispánica, a pesar de que la unión es en la persona de los reyes y no en los reinos, que mantienen sus leyes, idiomas, monedas e instituciones. El intento por unificarlos a partir de la unión de las familias nobles, destacadamente en la fundación del concepto de Grandeza de España (1520), al que se incorporó a un pequeño número de casas aristocráticas de las dos coronas (con claro predominio castellano). Se fomentaron las alianzas matrimoniales, con el manifiesto fin de que la élite social en la práctica fuera la misma en todos ellos. La unión con Portugal, que duró sesenta años (1580–1640), también se intentó consolidar de la misma forma (no sin recelos; de lo que viene el refrán portugués augurando de España: «ni buen viento ni buen casamiento»).
Por último, la dinastía Borbón (curiosamente, de origen navarro) impondrá los usos franceses de la monarquía absoluta, no solo en el protocolo cortesano, sino en la configuración centralista del Estado y en las disposiciones sucesorias de la ley sálica, tras una guerra civil con dimensión europea: la Guerra de Sucesión Española.

El Estado del Antiguo Régimen protegía los intereses nobiliarios. Precisamente por eso además de absoluto ha sido denominado por algunos autores —P. Anderson, Kiernan, Porshnev, etc.— como nobiliario o señorial. El monarca nunca pone en cuestión a su nobleza y tampoco a la inversa. El primero se preocupa de mimar a la segunda y mantener sus privilegios económicos, sociales, etcétera. Naturalmente que eso de forma general, y visto como situación a largo plazo. Por supuesto que hay conflictos coyunturales. De ahí que haya que romper con el tópico de que los Reyes Católicos terminan con el poder de su nobleza. Parece un error metodológico plantear el inicio y el desarrollo del Estado Moderno como la resolución de un conflicto de intereses entre el monarca y la nobleza del que salió victoriosa la Corona. Los miembros de la alta nobleza eran los primeros interesados en contar con un fuerte poder central que posibilitara el control social e hiciera difícil, cuando no imposible, la protesta de los grupos sociales menos ricos de los que obtenían sus rentas. El llamado Estado Moderno protege, defiende y consolida los intereses nobiliarios... Por otro lado, sería un grave error, muy numeroso entre historiadores, el de concebir su evolución de una manera lineal. Los desarrollos no suelen ser así, sino que tienen sus progresos -término etéreo- y sus retrocesos. Igualmente ocurre con la función de la nobleza y su papel en el Estado. Poco después de terminar la Reconquista olvida su carácter militar, comienza a actuar políticamente, con una intensidad que encuentra su punto más cálido en el siglo XVII, y gradualmente su papel se va reduciendo al ocupar exclusivamente cargos diplomáticos y honoríficos, tanto en la administración como en el Ejército, si bien esto de forma muy general, y como tal bastante distorsionador. Por último, habría que desterrar el tópico de que durante el siglo XIX, el Estado liberal arrincona definitivamente a la nobleza. Tal cosa no ocurre, entre otras circunstancias, porque tampoco ven lesionada de forma importante su situación económica privilegiada. Gran parte de nuestra historiografía está plagada de clichés que necesitan ser remozados.

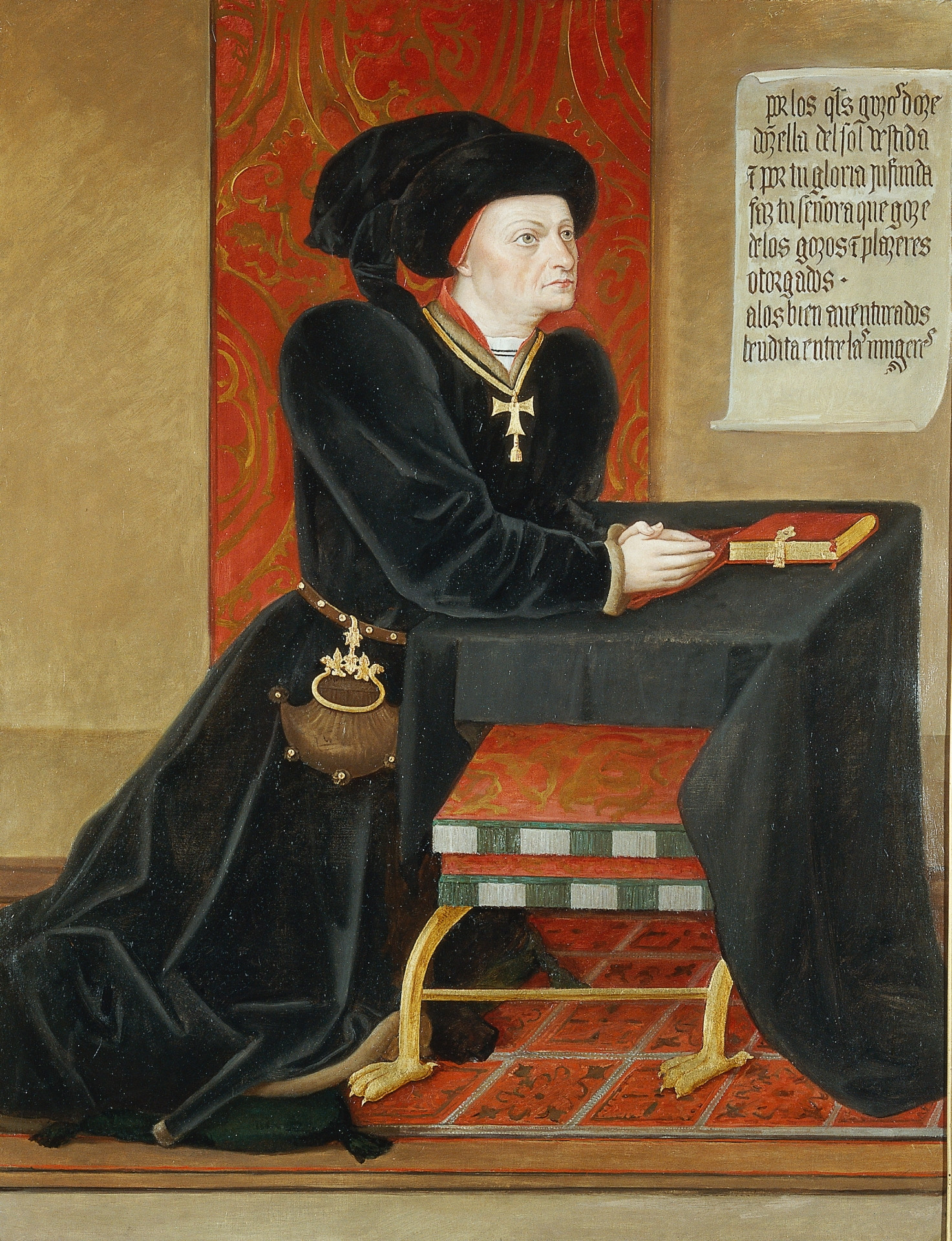
Íñigo López de Mendoza, marqués de Santillana, por Jorge Inglés. Podía cruzar España de Norte a Sur durmiendo cada noche en un castillo de la amplia red familiar (de origen alavés) de los Mendoza, que encabezaba a través de la Casa del Infantado. Supo maniobrar hábilmente en las luchas entre facciones nobiliarias, oponiéndose tanto a la privanza de Álvaro de Luna como a los Infantes de Aragón, apoyando cuando era más necesario al rey Juan II de Castilla, lo que le valió incrementar notablemente su propio poder político y territorial. Los Mendoza mantuvieron su protagonismo en los siguientes reinados, dentro de la denominada facción humanista, ebolista, romanista o papista -opuesta a los albistas-.
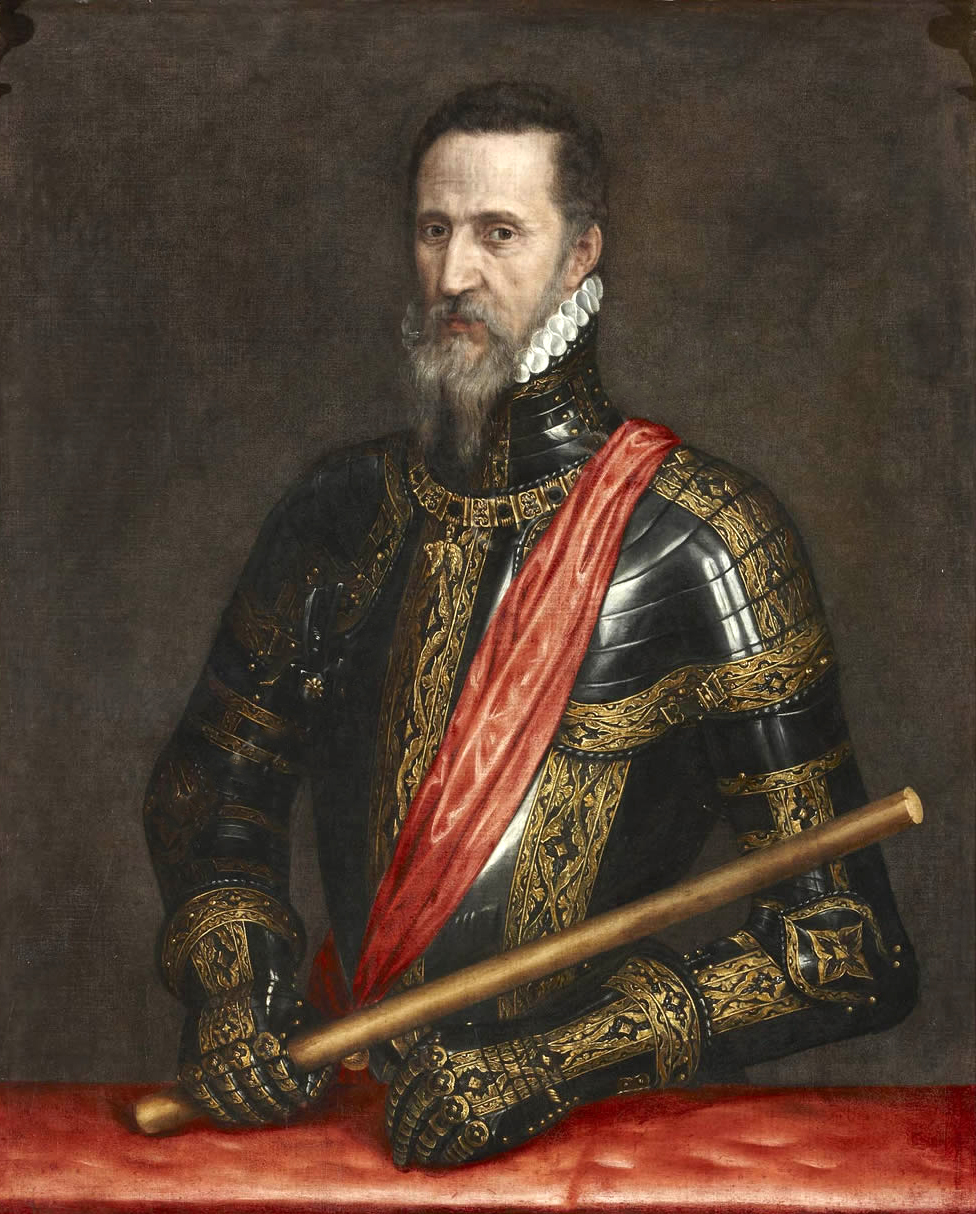
Un siglo más tarde que el de Santillana, Fernando Álvarez de Toledo, tercer duque de Alba (pintado por Tiziano) pertenece a una nobleza cuya máxima aspiración es figurar en el mejor puesto del servicio de una monarquía indiscutible. Destacado general de Carlos V y Felipe II, fue gobernador de Milán (1555), virrey de Nápoles (1556) y gobernador de los Países Bajos (1566), donde la leyenda negra le pintó como estereotipo negativo de hidalgo español. Caído en desgracia por un asunto matrimonial familiar, volvió a dirigir los ejércitos en la campaña de Portugal (1580). Los Alba encabezaron la facción imperial, albista, hispanista o castellanista -opuesta a los ebolistas en el siglo XVI, y a los ensenadistas en el XVIII-.
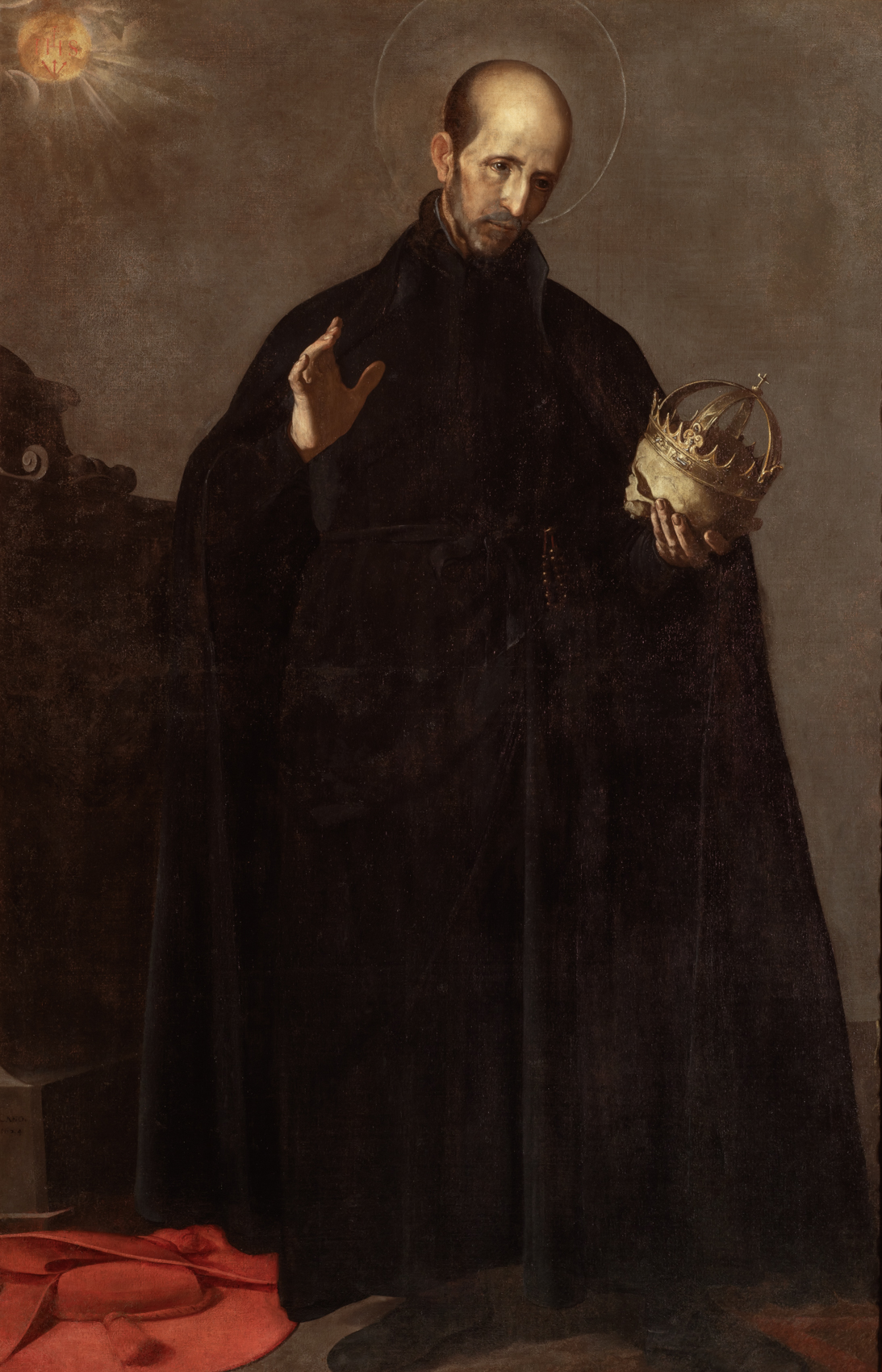
No menor alcurnia poseía el valenciano San Francisco de Borja, pintado por Alonso Cano con el hábito de jesuita que tomó en su madurez (llegó a ser General de la Compañía de Jesús). Contrasta, pero no niega el modo de vida de la alta nobleza: en el siglo fue duque de Gandía (casa valenciana con grandeza de España) y cortesano de Carlos V, que le llevó a sus campañas, le casó con una aristócrata portuguesa y le nombró virrey de Cataluña. Su famosa vocación le llegó en el truculento entierro de Isabel de Portugal (ya no serviré señor que se me pueda morir).
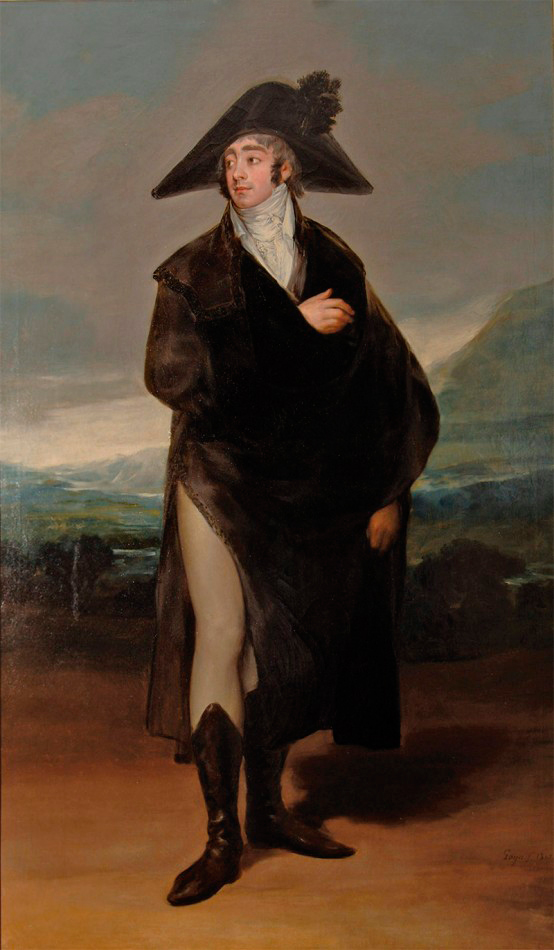
Carlos Gutiérrez de los Ríos, duque de Fernán Núñez, por Goya. Siguió la tradición familiar de servicio diplomático, acudiendo al Congreso de Viena (1814), canto del cisne de la Europa del Antiguo Régimen donde España ya no tuvo ningún papel relevante. Fue el último de su estirpe que ejerció señorío jurisdiccional sobre la cordobesa villa de su título. A diferencia de la Revolución Francesa (en la que los campesinos despojaron a sus señores), en España eso no significó la pérdida de propiedades ni la ruina de su casa, que sigue formando parte de la aristocracia hasta hoy.

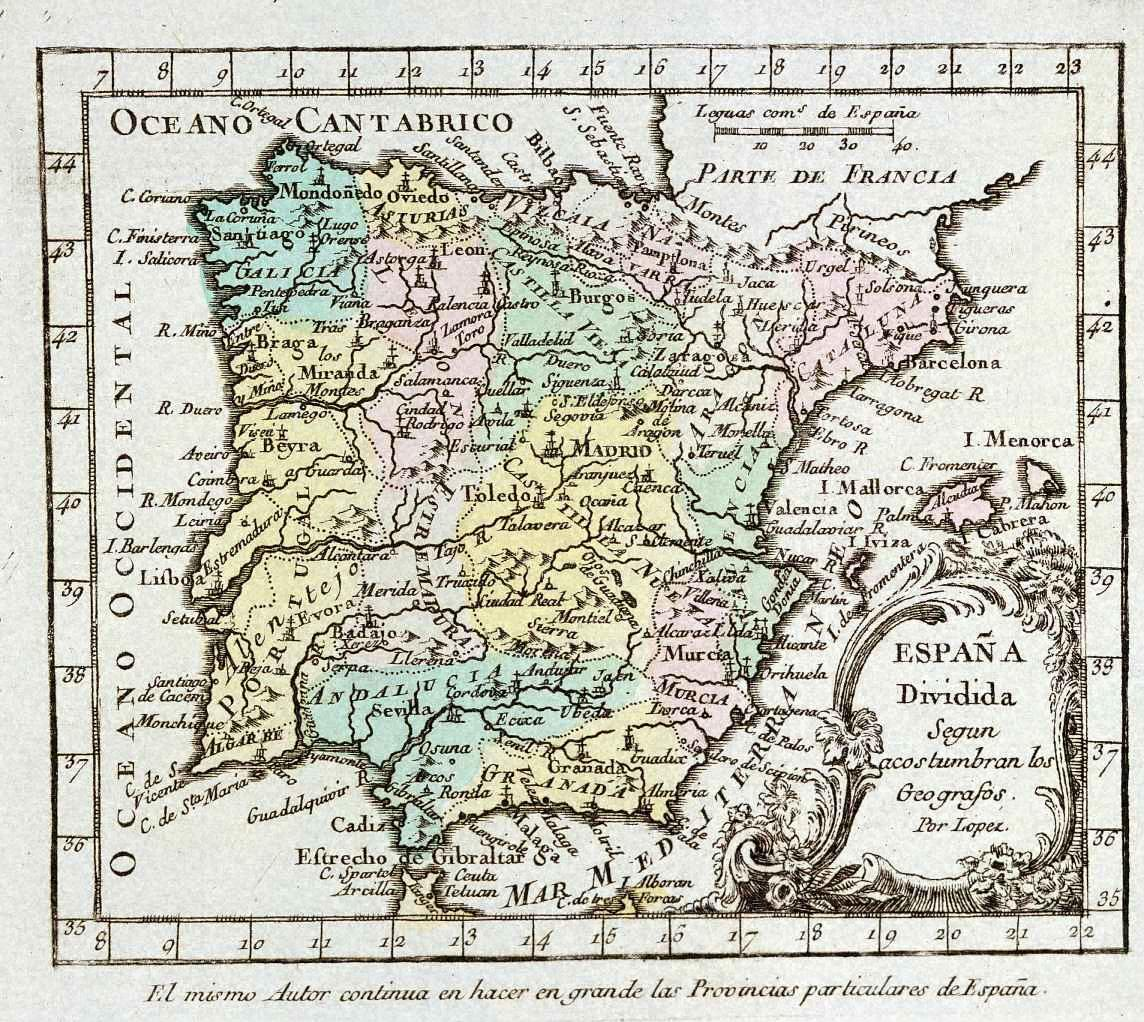
España dividida según acostumbran los Geógrafos, del Atlas geográfico del Reyno de España e Islas adyacentes con una breve descripción de sus Provincias / Dispuesto para la utilidad pública por D. Tomas Lopez (1757).

La conformación territorial de la Monarquía Hispánica en un conjunto tan amplio de territorios permite hablar separadamente de las instituciones americanas, las de los territorios europeos al otro lado de los Pirineos (especialmente Flandes e Italia) y las de los reinos de la península ibérica, que es a los que se refiere este artículo.
Estos últimos, pueden entenderse como una unidad institucional (con la clara excepción del Reino de Navarra y las provincias vascas) a partir de comienzos del siglo XVIII, debido por un lado a la clarificación traumática que supuso la separación de Portugal (1640), y por otro a los decretos de Nueva Planta (1707 a 1716) que redujeron la legislación de la Corona de Aragón a la de Castilla (lo que fue decisivo sobre todo para Cataluña, Valencia y Mallorca, puesto que el Reino de Aragón había visto muy limitados sus fueros como consecuencia de la revuelta de Antonio Pérez en 1592). De todos modos, y a pesar de usarse en la época (véase De Hispania a España), la expresión reino de España y el concepto de unidad nacional (de origen liberal) no debería utilizarse estrictamente con anterioridad a la Constitución de Cádiz de 1812, ya en el Nuevo Régimen. No es objeto de este artículo la definición de España como nación, pero es necesario destacar que la identidad nacional española se construye justamente como consecuencia (a veces, a pesar de ellas) de la prolongada existencia en el tiempo de las instituciones del Antiguo Régimen, algunas unitarias, otras comunes y otras plurales en su configuración territorial. Cuando las Cortes de Cádiz celebren sus debates, se intentará explícitamente actualizar las instituciones tradicionales que junto con los usos y las costumbres supuestamente conformarían una «constitución» propia, natural, intemporal, adecuada a la idiosincrasia nacional española, a pesar de que la Constitución de 1812 fuera claramente una ruptura revolucionaria. Otra cosa sería dilucidar la preexistencia de un carácter nacional o «Ser de España», tal como se entendía en ese famoso debate ensayístico.

## El Municipio, las Cortes y la Hacienda
En ausencia de potentes niveles intermedios de organización del territorio (existían, pero de una manera discontinua, y a veces sin competencias ni recursos que les hicieran decisivos: adelantamientos, veguerías, merindades... hasta que con las reformas borbónicas se implantó la red de intendentes de ejército y provincia, precedente del gobernador provincial), el nivel inferior de organización territorial presentaba en España una extraordinaria vitalidad: la institución municipal, herencia del municipio romano y reforzado con la repoblación que sigue a la reconquista durante la Edad Media. El proceso repoblador altomedieval había otorgado una libertad originaria sin parangón en otras partes de Europa, (presuras, alodios, behetrías), y más que en ningún otro reino en la frontera o extremadura castellana, donde la condición de campesino se equiparaba a la de noble si defendía su propia tierra con un caballo de guerra (caballeros villanos). Con el paso de los siglos y el alejamiento de la frontera, los concejos abiertos de los primeros momentos, en que participaban todos los vecinos, fueron sustituidos por poderosas corporaciones, los concejos o ayuntamientos de ciudades o villas con fueros, cartas pueblas que les otorgan jurisdicción sobre un amplio alfoz o tierra, compuesto de numerosos núcleos rurales (pueblos, lugares y aldeas) y terrenos más despoblados (montes, pastos, dehesas, eriales) frente a los que se comportan como un verdadero «señorío colectivo», de manera similar a como nobleza y clero iban conformando sus propios señoríos. La condición de los campesinos, por tanto, no era radicalmente distinta en realengo y señorío: ni en la primera fue de libertad ni en la segunda de esclavitud.

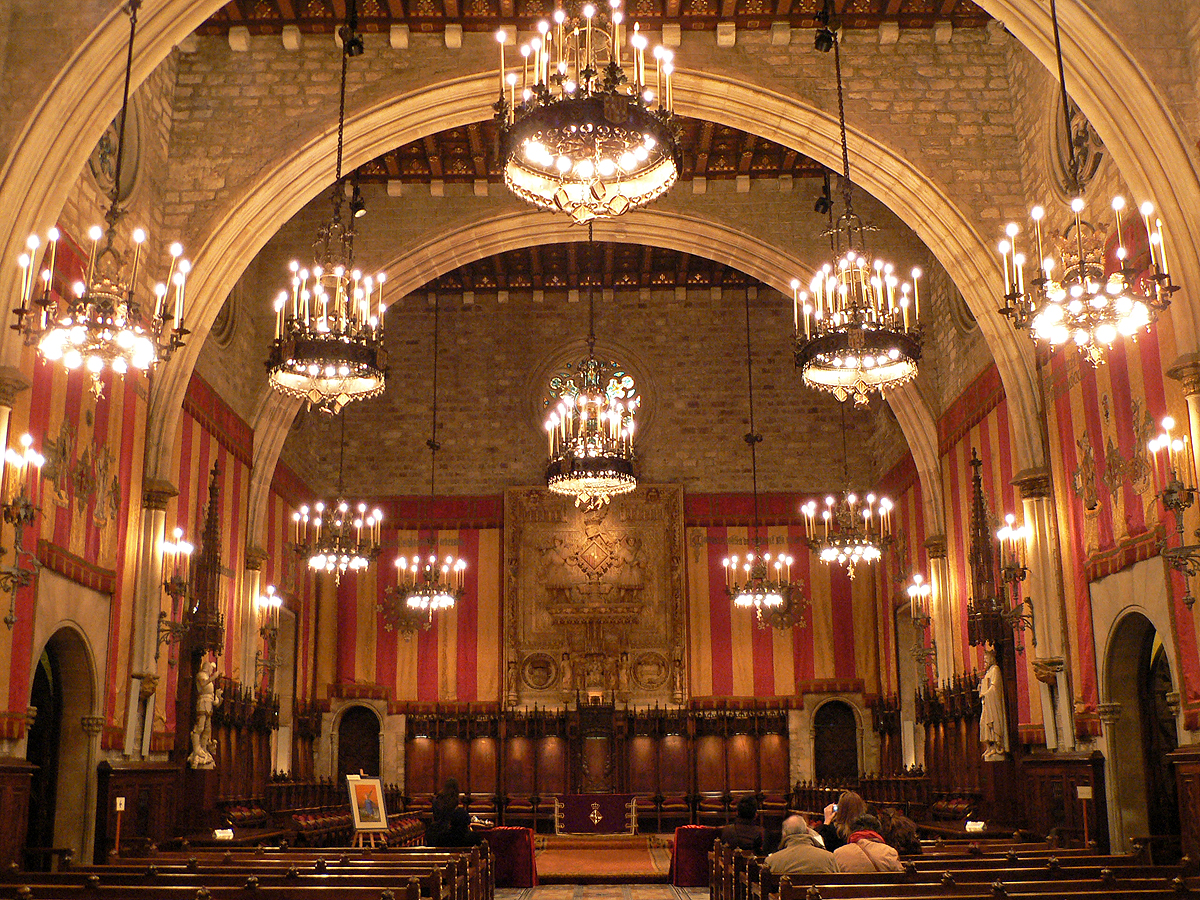
Salón de Cent (por el antiguo Consell de Cent o Consejo de Ciento) del ayuntamiento de Barcelona.
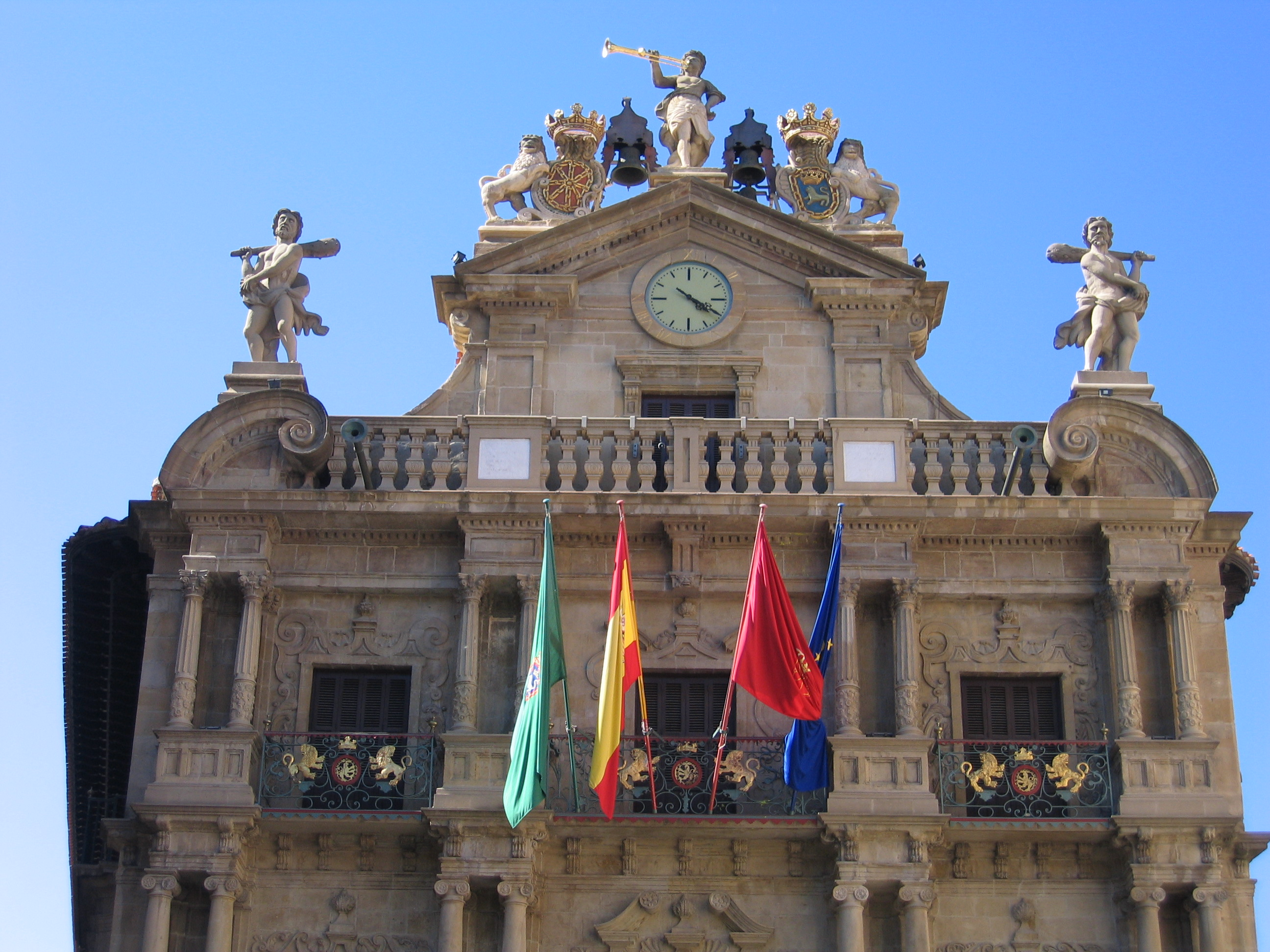
Ayuntamiento de Pamplona.
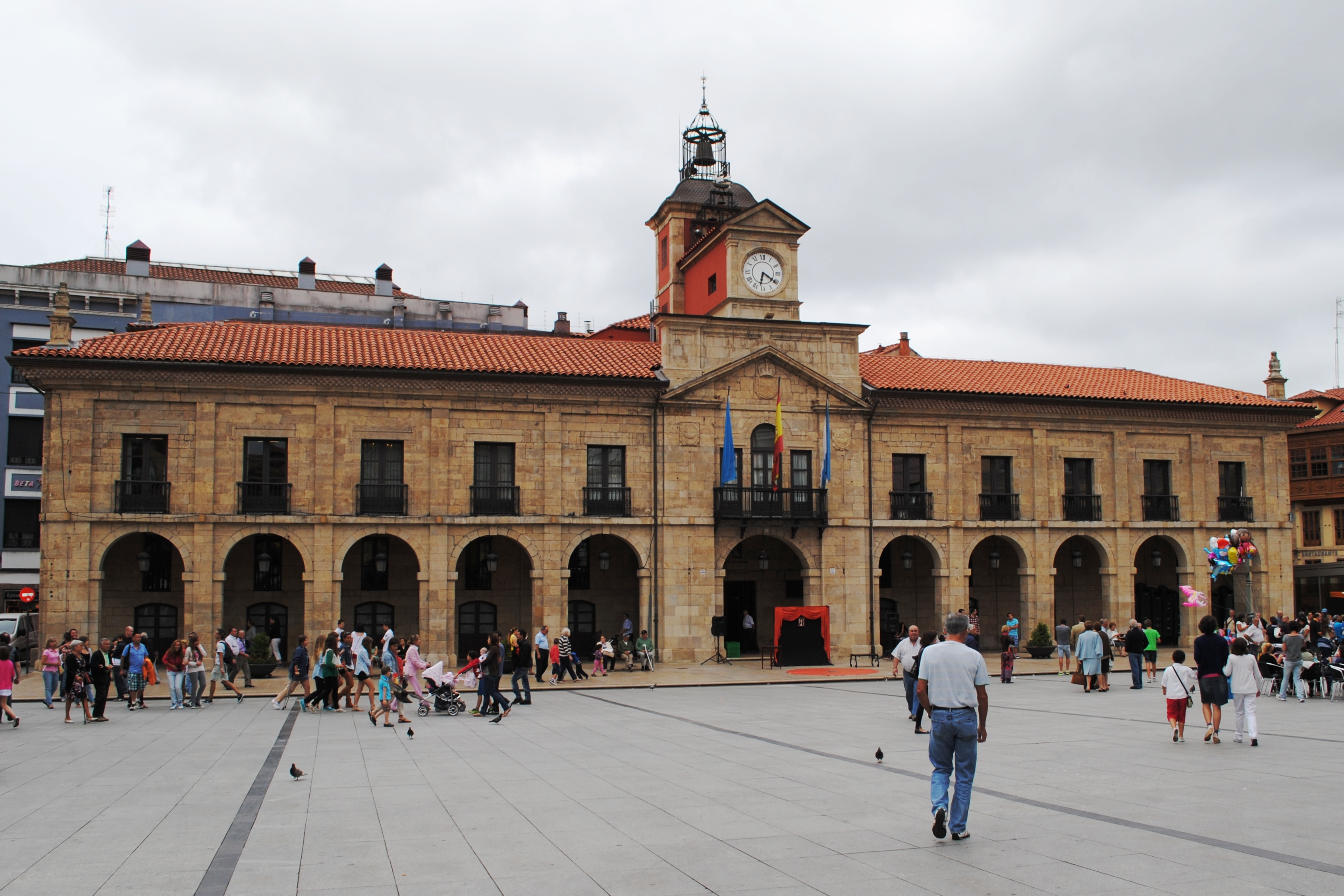
Ayuntamiento de Avilés.
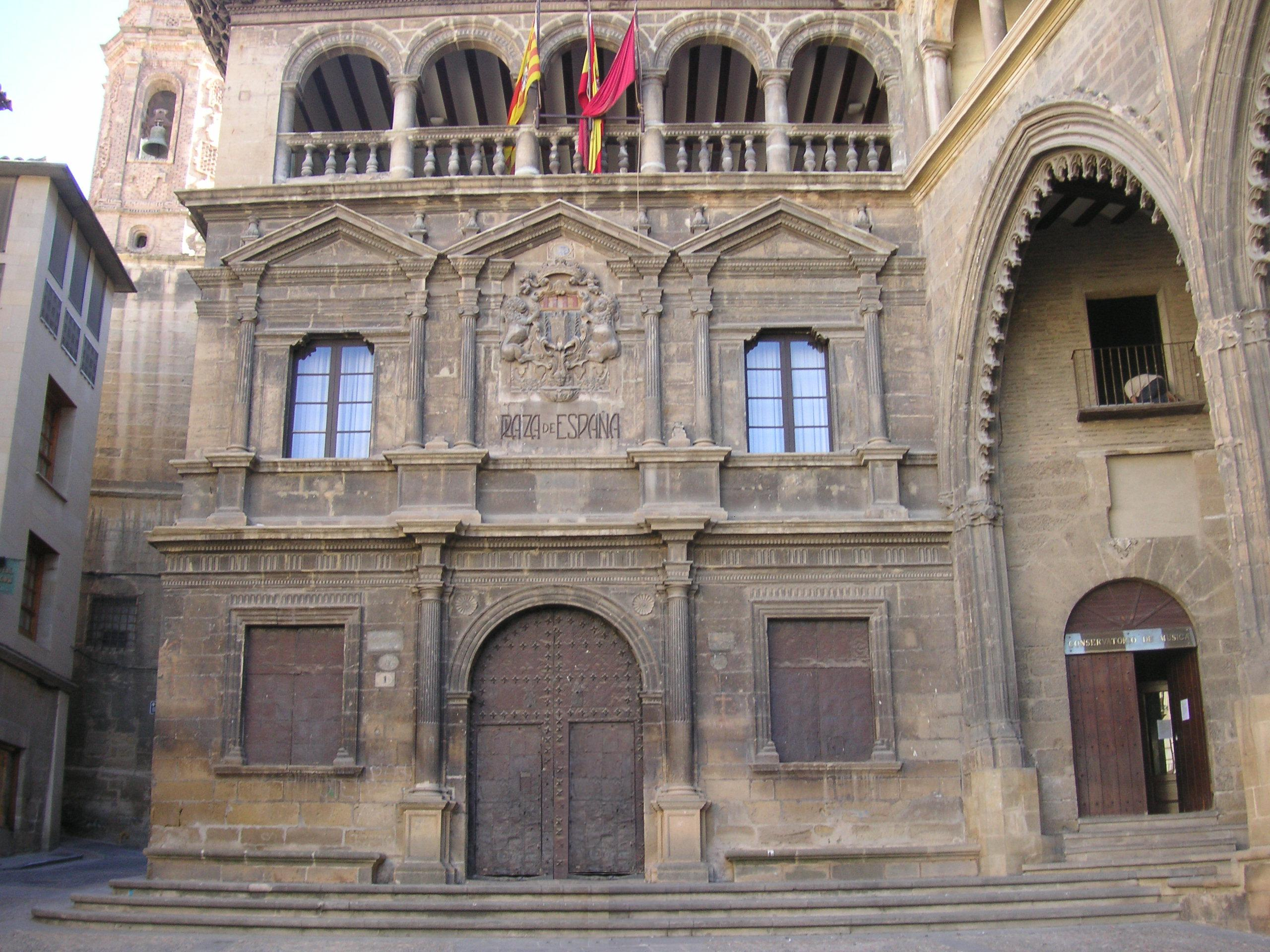
Ayuntamiento de Alcañiz.

La implicación de la autoridad real en el control municipal se fue haciendo más fuerte a finales de la Edad Media, a medida que la monarquía se hacía autoritaria, sobre todo a partir de la crisis del siglo XIV. Finalmente se produjo una suerte de «reparto de papeles» entre los regidores, que se habían convertido en cargos venales y en la práctica hereditarios en las familias de lo que puede denominarse patriciado urbano u oligarquía municipal (caballeros o burgueses ennoblecidos, ciutadans honrats...) y el corregidor, como representante directo del rey en el municipio. En municipios menores los cargos solían ser un alcalde en representación del estado llano y otro del nobiliario.
Los municipios más importantes son las ciudades con voto en Cortes, representantes no tanto de un tercer estado cuanto de un patriciado urbano ennoblecido, más en Castilla que en Cataluña, donde la ciudad de Barcelona tiene un peso fundamental y desde 1359 la diputación permanente de las Cortes (la Diputación del General del Principado de Cataluña) ejerció de contrapeso eficaz al aumento del poder real; o en Aragón, donde eran presididas por el Justicia (que prevenía a los reyes «Te hacemos Rey si cumples nuestros Fueros y los haces cumplir, si no, no»), además de disponer desde 1364 de su propia Diputación del General. Una institución similar existió en Valencia desde 1418.
Las Cortes fueron la institución representativa de el reino (entidad opuesta dialécticamente a el rey), con funciones legislativas y fiscales; más fuertes en Aragón, donde mantuvieron su estructura en tres brazos (cuatro en el reino de Aragón, con la nobleza dividida en ricos hombres e hidalgos), más débiles en Castilla, donde dejaron de convocarse a los estamentos privilegiados. Perdieron importancia justamente en el siglo XVIII, cuando se convocan conjuntamente las de ambas coronas, pero que sólo se reunirán para cuestiones sucesorias.

Tres fueron las instancias con capacidad fiscal independiente: la Iglesia, el Reino y la Corona. La fiscalidad eclesiástica consistía en el cobro de diezmos y primicias, impuestos directos que gravaban la renta de la tierra... La Iglesia, que, por su función pastoral, tenía distribuidos a sus individuos por todos los lugares, estaba en condiciones de exigir un tributo de este tipo, cosas que la corona no podía realizar... Las Cortes de cada reino tenían facultades limitadas en el proceso legislativo —formulaban peticiones que el rey concedía, aplazaba o denegaba— y decisorias en lo que respecta a la votación de servicios. En el comienzo de las sesiones, el rey o su representante exponía los puntos más significativos de su política exterior y solicitaba un servicio o donativo que habitualmente se fijaba después de negociaciones con frecuencia laboriosas, y sólo en una ocasión, las Cortes catalanas de 1626, no se votó el servicio, debido no a la negativa de los procuradores sino a que no concluyeron las sesiones... La hacienda real carecía de unidad. Cada reino constituía una administración independiente y en todos, con la excepción señalada de los presupuestos del Reino en Castilla, se aplicaba el principio de consumir íntegramente en el territorio los recursos que en el mismo se obtenían... no existió unidad de tesorería hasta que en 1799 se estableció la llamada «reunión de rentas».

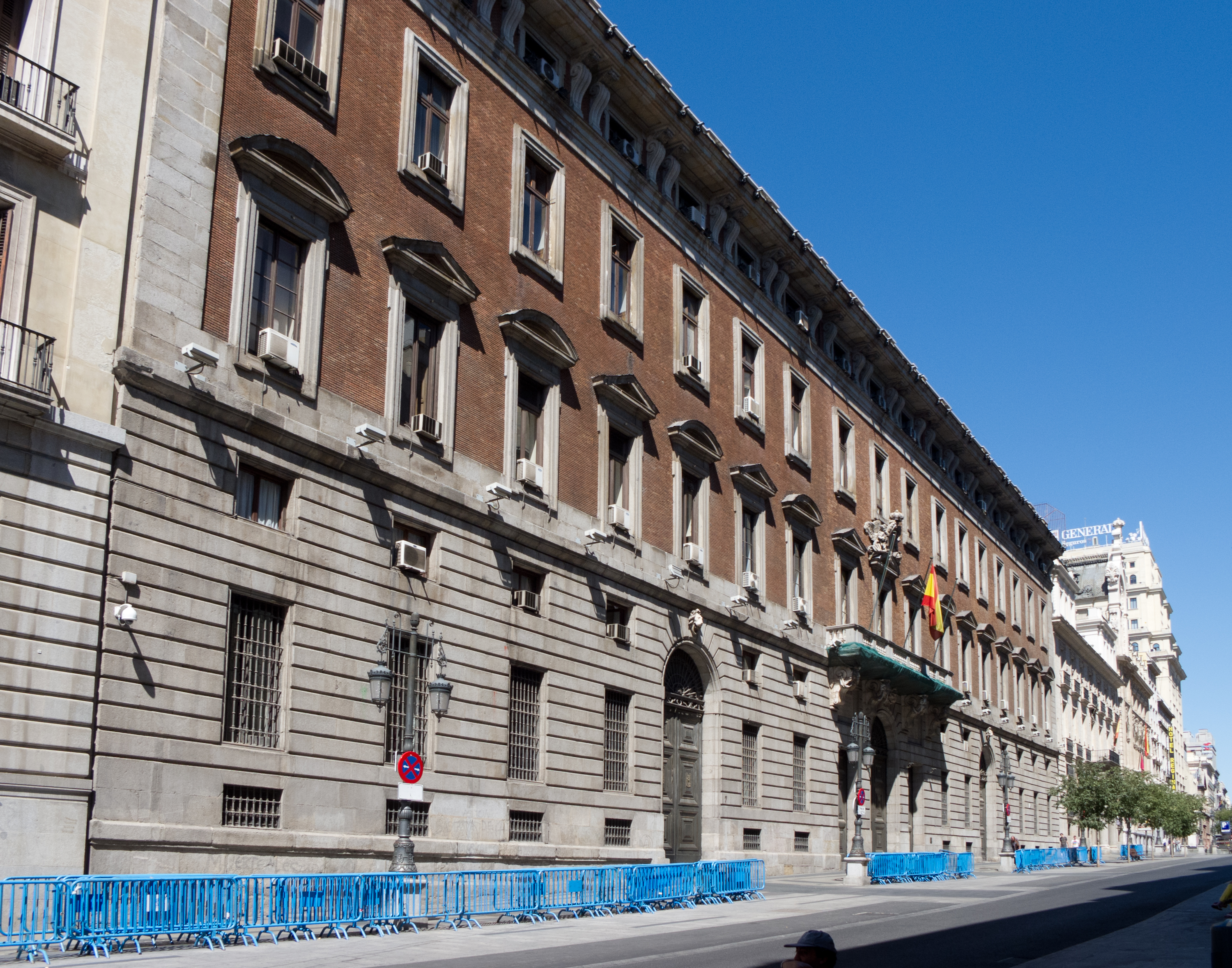
Real Casa de la Aduana, en la Calle de Alcalá de Madrid, actual sede del Ministerio de Hacienda.

La hacienda fue uno de los pilares del funcionamiento de la Monarquía, mucho más sustancial en Castilla que en Aragón y Navarra (y en las provincias vascas, que aunque castellanas, poseían una exención fiscal ligada a una confusa hidalguía universal). La Cámara de Comptos de Navarra o las instituciones privativas de los otros territorios no recaudaban más de lo necesario para el mantenimiento del funcionamiento de un mínimo aparato burocrático propio, siendo insuficientes hasta para la defensa de los propios territorios en caso necesario. Lo mismo puede decirse de las más sustanciosas rentas de Flandes o Italia (en estos casos enfrentadas a gastos militares constantes y cuantiosos). Para Castilla, el indiscutible centro fiscal de la monarquía, el Consejo de Hacienda y las Cortes diseñaban el sistema, pero realmente estaba basada en el encabezamiento por las ciudades, en su beneficio y en contra del territorio que administraban, y en su recaudación efectiva —a base de sisas gravadas sobre el consumo y el tráfico mercantil— solía arrendarse a particulares. Los ingresos principales siempre fueron insuficientes, por lo que los recursos de urgencia extraordinaria a préstamos de banqueros (sucesivamente castellanos, alemanes —los míticos Fugger—, genoveses y portugueses) a la deuda pública (juros) y a las alteraciones monetarias fueron un lastre crónico, que socavaba el crédito de la monarquía y la conducía a quiebras periódicas. Dichos ingresos eran fundamentalmente el quinto real de los metales americanos (que alteraron la economía de Europa produciendo la Revolución de los Precios) y la alcabala, un impuesto indirecto teóricamente universal. La multiplicidad de regalías y otros impuestos (servicio ordinario y extraordinario, millones, regalía de aposento en la Corte, etc.) hacían el sistema ineficaz e injusto, lo que provocó algunos intentos de reforma fallidos, como la Unión de Armas diseñada por el Conde-Duque de Olivares y la Única Contribución ligada al Catastro de Ensenada. Con anterioridad a este, los decretos de Nueva Planta habían unificado administrativamente Valencia y Cataluña sin ninguna diferencia con Castilla (Aragón ya había perdido sus fueros en tiempos de Felipe II de España tras la revuelta de Antonio Pérez), como consecuencia de su derrota en la Guerra de Sucesión Española, lo que dio la oportunidad de establecer un sistema fiscal prácticamente ex-novo sin las trabas que supone tener que respetar derechos adquiridos, lo que resultó en un sistema simple y eficaz que de hecho incentivó la actividad económica durante el siglo XVIII al tiempo que producía un sustancial aumento recaudatorio. Ese ideal fiscal, sumado a otras características jurídicas (el censo enfitéutico que garantizaba al payés catalán la continuidad de su explotación agraria, y la pervivencia del derecho civil, que garantizaba al hereu la conservación íntegra del patrimonio familiar) fue modelo de las reformas ilustradas (Conde de Campomanes) aunque las resistencias encontradas hicieron inviable su aplicación en Castilla, en lo que puede verse como una situación inversa a la de la Unión de Armas del Conde-Duque del siglo anterior.

## La vida económica

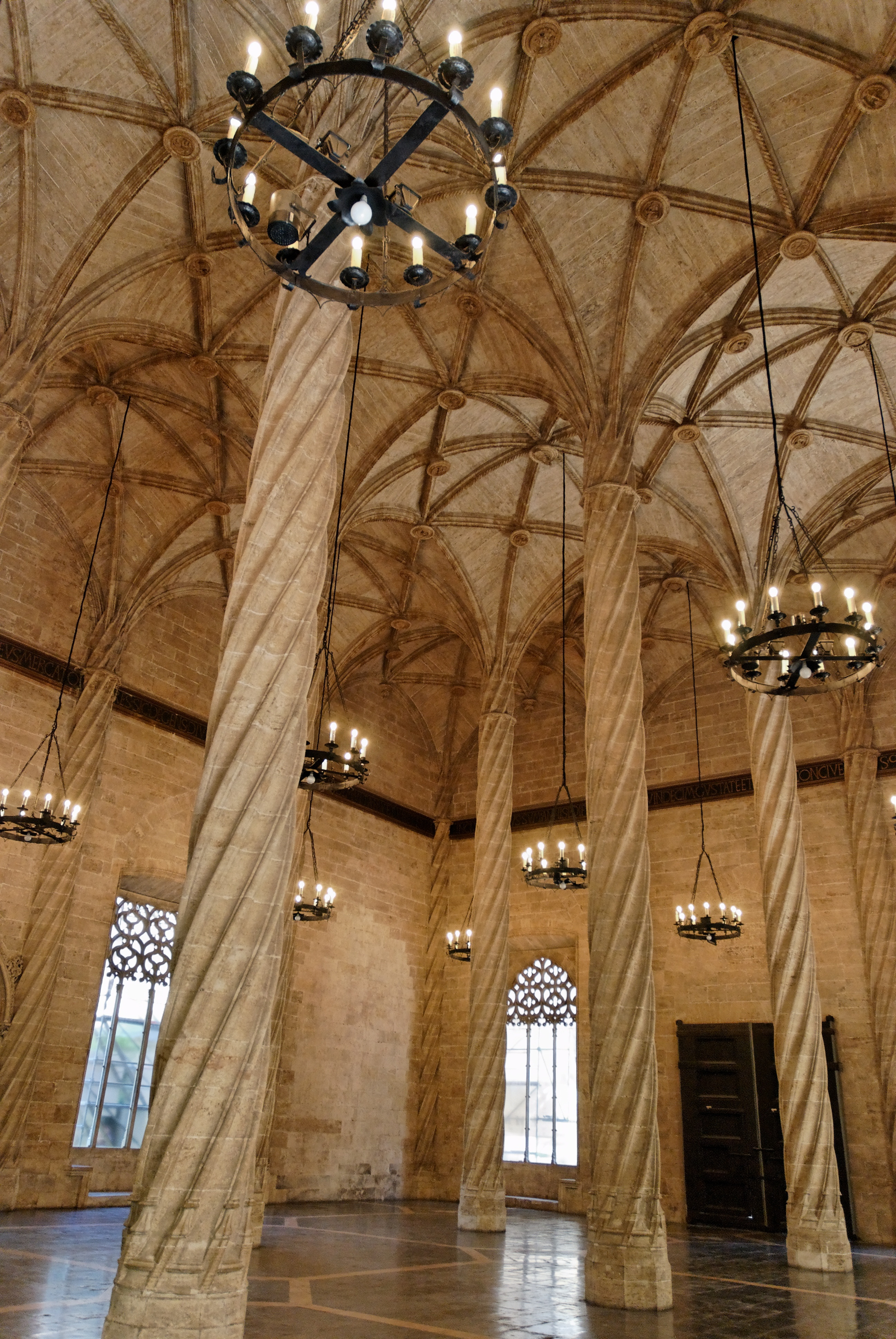
La Lonja de la Seda de Valencia.

La vida económica dependía solo muy parcialmente de las decisiones políticas de alto nivel, a pesar de que la orientación mercantilista de la política económica de la monarquía (juzgada por los arbitristas, fundadores de la ciencia económica) era muy marcada. En la corona de Aragón instituciones medievales como la lonja y la Taula de canvi, así como el Consulado del Mar y Consulado de Comercio (también presentes en Castilla), presidían el comercio a larga distancia, que con la colonización de América se hizo vital controlar. Esa función fue confiada de forma monopolística a la Casa de Contratación de Sevilla. Incluso se previó una institución similar, que hubiera funcionado en La Coruña, para el control del esperado comercio de especias con las Molucas, pero la cesión de estas islas a Portugal lo frustró. La libertad de comercio con América fue una de las cuestiones que la política ilustrada del siglo XVIII intentó desarrollar, abriendo el monopolio (que por entonces ejercía Cádiz) a otros puertos peninsulares (1788), tras el desarrollo de compañías privilegiadas como la Compañía Guipuzcoana para el cacao de Venezuela (1728), transformada luego en la Compañía de Filipinas (1785).
De una manera más estrecha eran las instituciones municipales las que controlaban la artesanía y el comercio local, a través de las ordenanzas municipales. Estas relegaban el control del funcionamiento de los oficios viles y mecánicos a unas corporaciones intermedias que se autogestionaban: los gremios, asociaciones de talleres del mismo oficio cuyas funciones esenciales eran evitar la competencia entre sus miembros, controlar el acceso al ejercicio profesional, mantener los estándares de calidad y el saber hacer del oficio (incluso contra las innovaciones tecnológicas), integrar y ordenar de forma paternalista las distintas categorías profesionales (maestro, oficial y aprendiz) y defender sus intereses de forma proteccionista (frente al intrusismo, la competencia exterior o incluso las injerencias políticas económicas y fiscales, actuando como grupo de presión si era necesario). Nunca tuvieron tanta vitalidad como en otras partes de Europa. En Castilla, las ciudades pañeras del interior, como Segovia o Toledo no consiguieron imponer medidas proteccionistas que les permitieran desarrollar su industria frente a la protección al consumidor y a los intereses ganaderos y de los exportadores de las ciudades periféricas, como Burgos y Sevilla. Las ordenanzas municipales también controlaban el comercio a través de mercados de dimensión comarcal; y con instituciones como el Repeso o el Fiel almotacén, que tenían como función el control del abastecimiento, el comercio alimentario y de los agentes del comercio, como los obligados y los tablajeros.

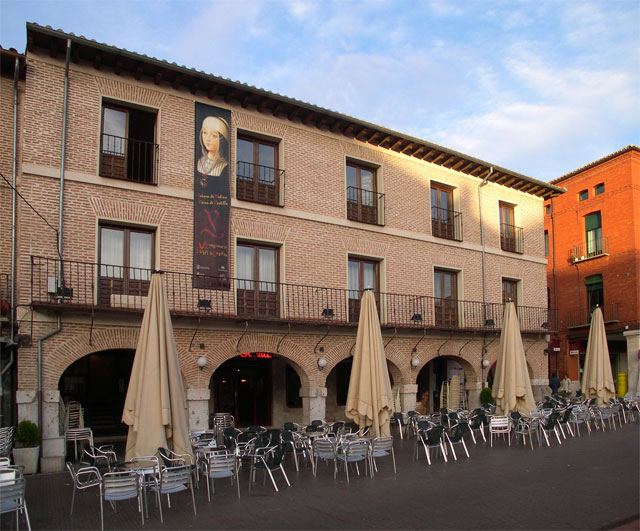
La Casa del Peso de Medina del Campo, donde se guardaban los pesos y medidas oficiales para garantizar los intercambios comerciales en sus famosas ferias.

Ferias como las de Medina del Campo, que conectaban la lana castellana con la economía financiera del norte de Europa representaron una actividad excepcional, que incluyó el surgimiento de instituciones financieras y familias de banqueros que no tuvieron continuidad. Las oportunidades de negocio que significaban el mercado americano, la descomunal deuda de la Hacienda y las sucesivas coyunturas económicas de inflación en el XVI y depresión en el XVII, más que incentivar, terminaron asfixiando a los agentes económicos castellanos en beneficio de los de otros países de Europa. A pesar de su importancia, no sirvieron para integrar un mercado nacional. Tampoco ayudó a ello el mantenimiento de las aduanas interiores, monedas y legislación privativa de cada reino. La Corona de Aragón no participó tampoco, hasta el siglo XVIII, de la empresa comercial americana, aunque desde entonces, sobre todo en Cataluña se pudo presenciar el crecimiento de una industria textil para el mercado colonial (las indianas), estimulada por condiciones sociales especialmente favorables, de las que es muestra la aparición de una dinámica institución local: la Real Junta Particular de Comercio de Barcelona (1758–1847).
El hecho de que la mayor parte de la población dependiera del autoabastecimiento (los campesinos) o de las propias rentas (nobles y clérigos), hacía que el comercio fuera, en realidad, una actividad hasta cierto punto marginal. Otras instituciones vagamente precapitalistas, como el Monte de Piedad o el Banco de San Carlos llegaron más adelante, ya al final del Antiguo Régimen, aunque tenían precedentes anteriores en figuras tradicionales que se supieron adaptar a la coyuntura expansiva del siglo XVIII, como los Pósitos, los Cinco Gremios Mayores de Madrid o las corporaciones de arrieros (arriería de Sangarcía y Etreros en Segovia, y la de la Maragatería en León), destacando la carretería o Cabaña Real de Carreteros, trajineros, cabañiles y sus derramas (fundada con privilegios en 1497, y con jurisdicción especial desde 1599, incluyendo un juez conservador para defenderlos). Las Manufacturas Reales, como adaptación de la política económica colbertista, fueron obra de los Borbones, pero también hubo un interés anterior por el control de las industrias estratégicas (fábricas de armamento y Reales Atarazanas).

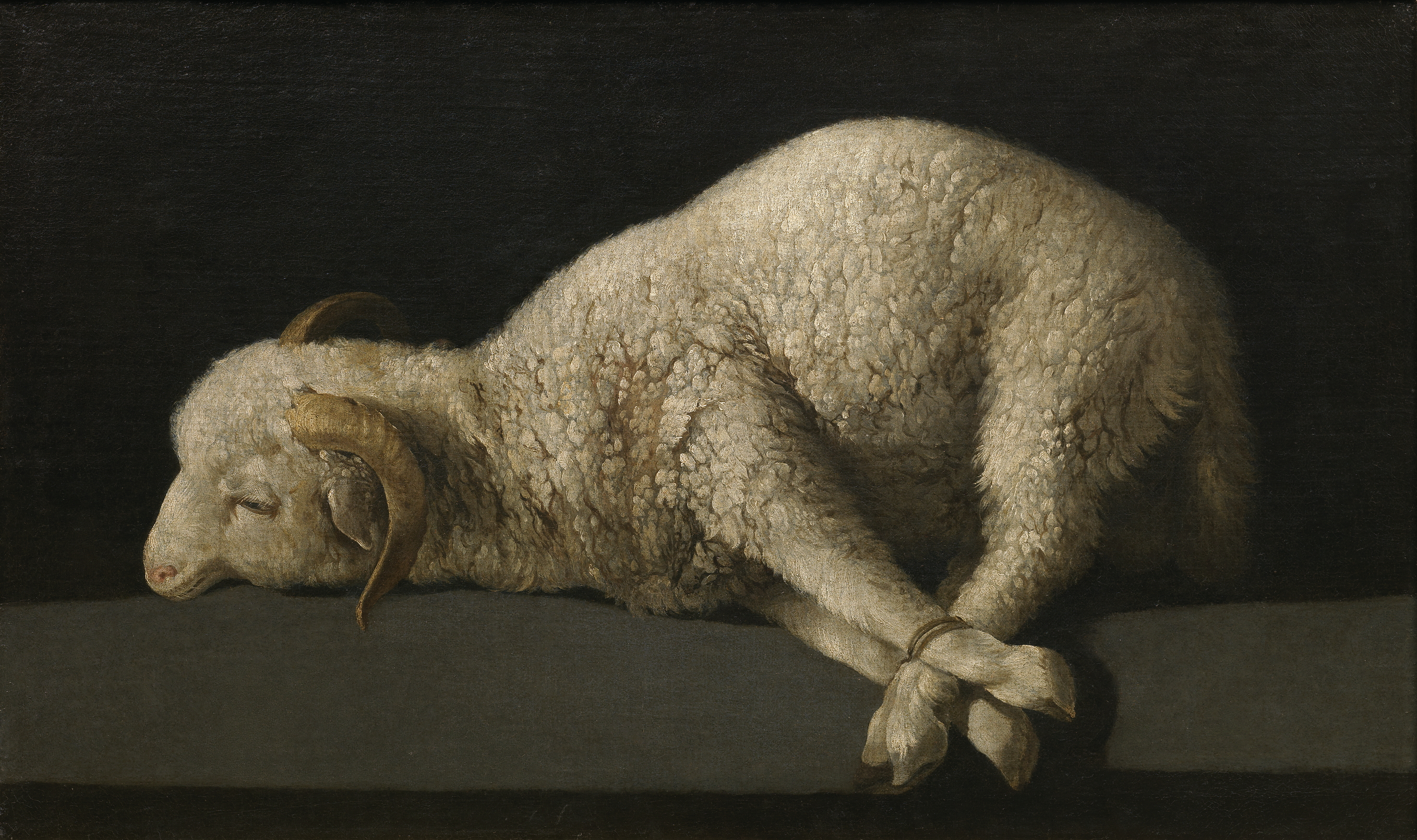
Cordero, por Francisco de Zurbarán. Además de la lectura religiosa alegórica, ilustra la dominancia de la ganadería ovina en la España del Antiguo Régimen.

Era el campo, las actividades agropecuarias, las que constituían la abrumadora mayor parte de la economía en la sociedad preindustrial. La producción primaria de alimentos dependía de una agricultura sometida a los procesos tradicionales sancionados por la costumbre y los usos del régimen señorial, a cargo de unos campesinos cuya situación social a veces conducía a la revuelta (Revuelta Irmandiña en Galicia, payeses de remença en Cataluña), correspondiendo a la monarquía un papel arbitral (Sentencia arbitral de Guadalupe) que no escondía su preferencia por mantener el estatus privilegiado de nobleza y clero (legislación sobre el mayorazgo).
Esa opción se ve con claridad en la protección a la ganadería frente a la agricultura, que se ha entendido por la historiografía como una lucha de clases entre señores (ganaderos) y campesinos (agricultores). El Honrado Concejo de la Mesta en Castilla e instituciones similares en el reino de Aragón (Casa de Ganaderos de Zaragoza) se convirtieron en poderosísimas corporaciones privilegiadas, con jurisdicción privativa, en las que la norma era la confusión de intereses y jurisdicciones entre lo público y lo privado. La crítica ilustrada encontró en su pervivencia uno de los frenos más importantes a la modernización económica, junto con la indefinición del derecho de propiedad (vinculaciones y manos muertas) y los obstáculos al mercado libre (tasa del grano, aduanas interiores y la atomización fiscal). Esta época estará presidida por el proyectismo ilustrado y la difusión del modelo de Reales Sociedades Económicas de Amigos del País, nacido en el País Vasco y con especial proyección a Asturias, Madrid, en ambos lugares con la presencia de Jovellanos, que desde ella también contribuyó al Expediente de la Ley Agraria, otro proyecto nacido de la inquietud ilustrada que emerge de algunos cargos de la administración, en este caso del Intendente de Extremadura.

## La burocracia, la justicia, la legislación

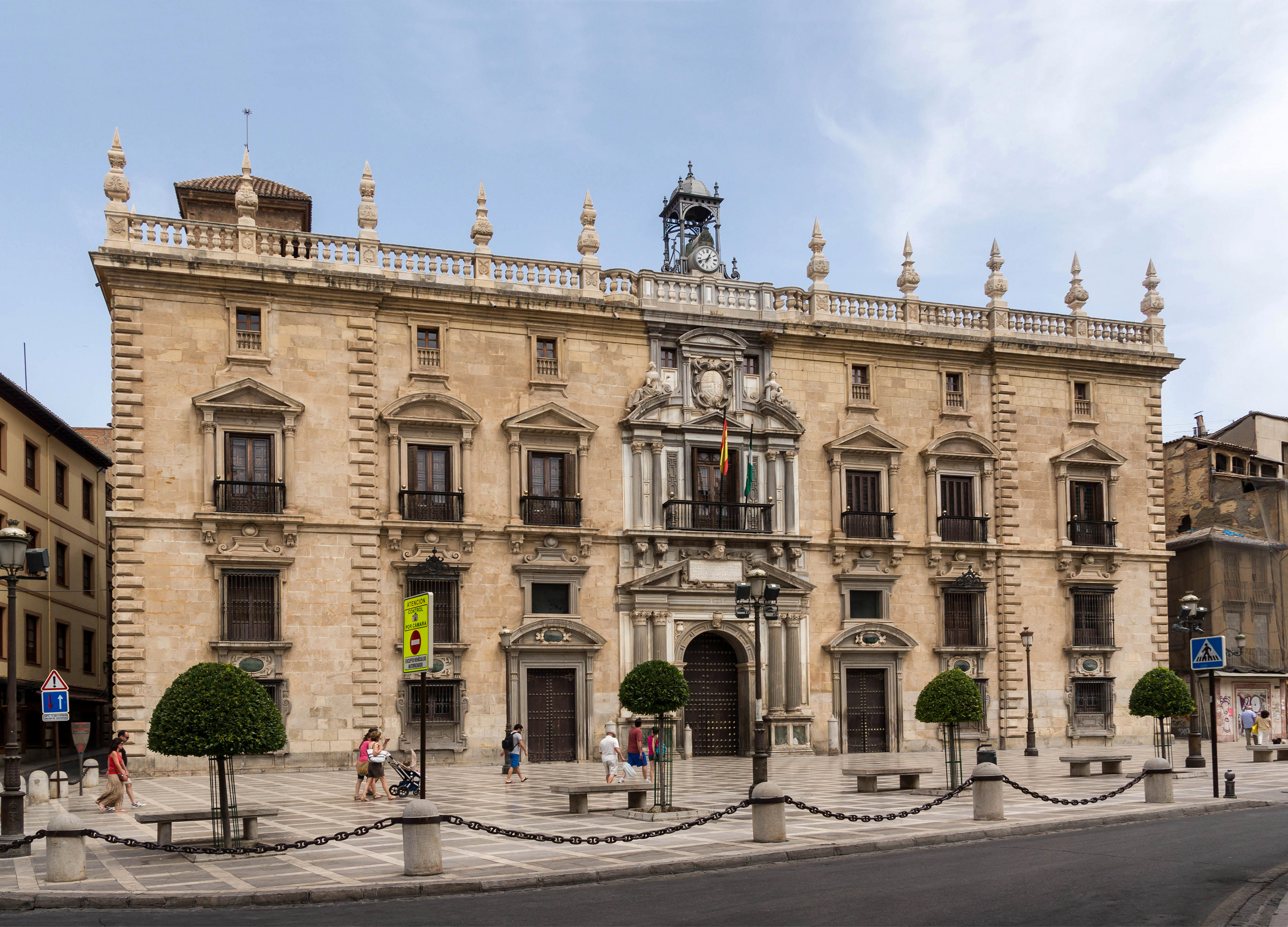
Real Audiencia y Chancillería de Granada.

La burocracia central se basa en el sistema de Consejos, que se ha denominado polisinodial, por estar compuesto de múltiples organismos que se repartían temática y territorialmente el gobierno de una monarquía tan compleja. Había consejos temáticos y territoriales: Hacienda, Órdenes, Inquisición, Indias, Flandes, Italia, Portugal, Navarra, Aragón, etc.  El Consejo de Castilla era el que llevaba el peso de la mayor parte de la política interior, sobre todo a partir del siglo XVIII; y el de Estado las relaciones internacionales. La Cámara de Castilla, comisión reducida del Consejo, pero separado de este, se encargaba de aconsejar al rey, como despacho secreto y reservado, en la administración de la gracia o merced real, concepto jurídico propio del poder que ejercen los reyes por su mera voluntad. Las juntas eran comités reunidos para un asunto monográfico (aunque también recibían el nombre de juntas las instituciones de gobierno local de los territorios de la zona cantábrica: Galicia, Asturias y Provincias Vascongadas).
El trabajo personal del rey al frente de un complejo tan amplio podía ser afrontado por un burócrata vocacional como Felipe II de España, que pasó media vida entre papeles (de ahí su sobrenombre de "rey papelero"), o confiado a la figura de un valido.

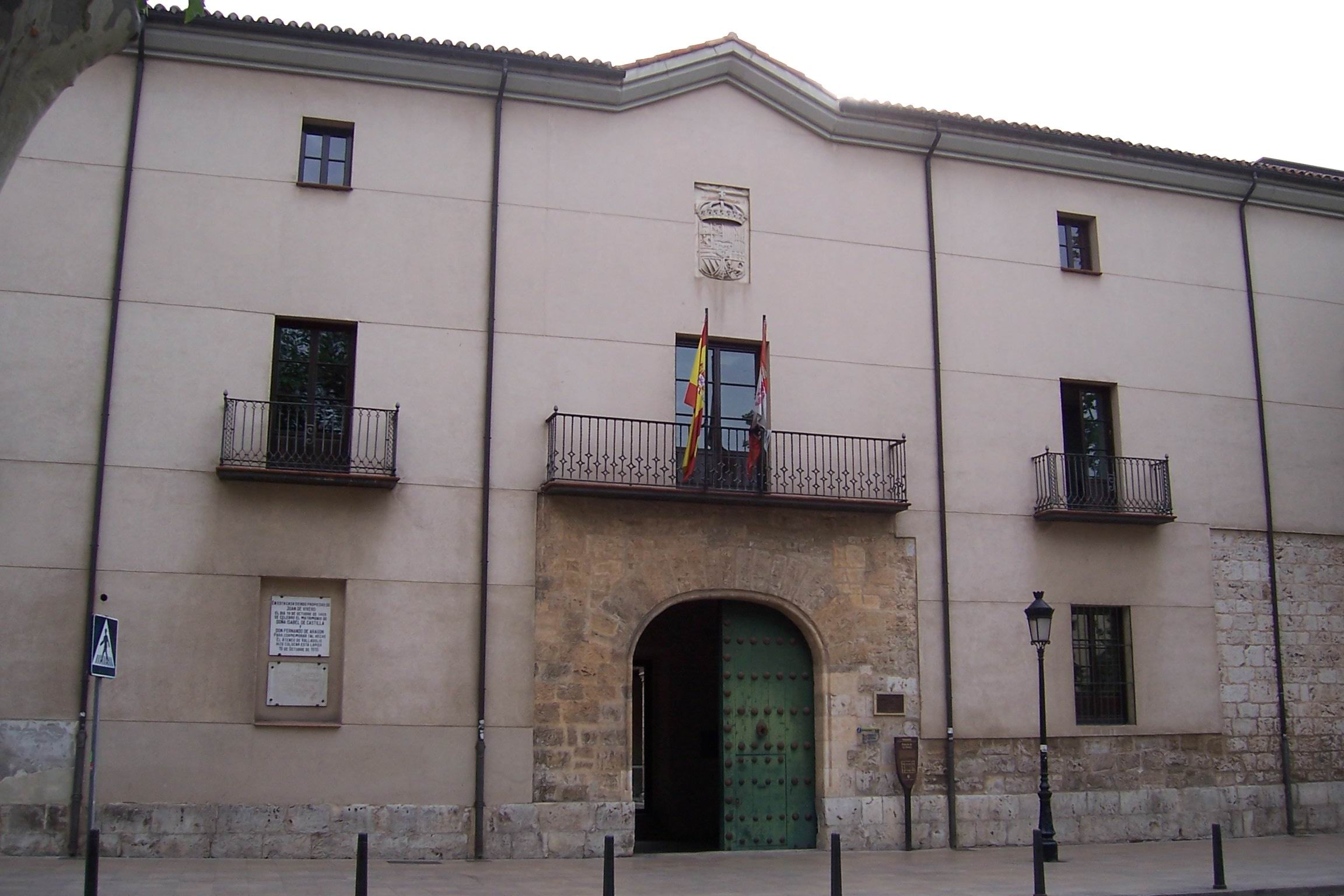
Real Audiencia y Chancillería de Valladolid.

Con la reformas de Felipe V, los consejos decaen (a excepción del de Castilla), y es la Secretaría de Estado y del Despacho la institución que toma mayor preeminencia en la estructura gubernativa. Primero como Secretaría del Despacho Universal, desde 1705 desdoblada en dos, y desde 1714 en cuatro (Estado, Hacienda, Justicia y una en conjunto para Guerra, Marina e Indias), precedentes de la estructura en ministerios y Consejo de Ministros con Presidente que será la propia de la Edad Contemporánea.
De todas formas, el trabajo de los secretarios que llevaban a cabo la gestión diaria de los asuntos había sido siempre imprescindible, y produjo la formación de una clase de letrados que permitió el ascenso social desde posiciones no privilegiadas (o más comúnmente la baja nobleza). Tal cosa provocaba no pocas envidias y recelos entre los grandes (a quienes los consejos testamentarios de algunos reyes a sus herederos recomendaban tener cerca de la Corte y en misiones diplomáticas o militares, pero alejados de cargos en los que pudieran gobernar por sí mismos). Al mismo tiempo, garantizaba a los reyes la fidelidad de quienes eran sus «hechuras» y no debieran tener más ambición que la de conservar el favor del rey que les había encumbrado. En una sociedad en que el origen familiar, y no el mérito ni el trabajo es la justificación de la posición social, nunca por sí mismos hubieran podido aspirar a tanto. Puestos de esa naturaleza existían, como es lógico, desde la Baja Edad Media, y algunos secretarios reales (varios de origen vasco) alcanzaron una elevada confianza de los reyes que no delegaron en validos: Juan López de Lezárraga, el de Isabel la Católica; Francisco de los Cobos y Martín de Gaztelu, entre los de Carlos V; Mateo Vázquez de Leca, Antonio Pérez y Juan de Idiáquez de Felipe II.

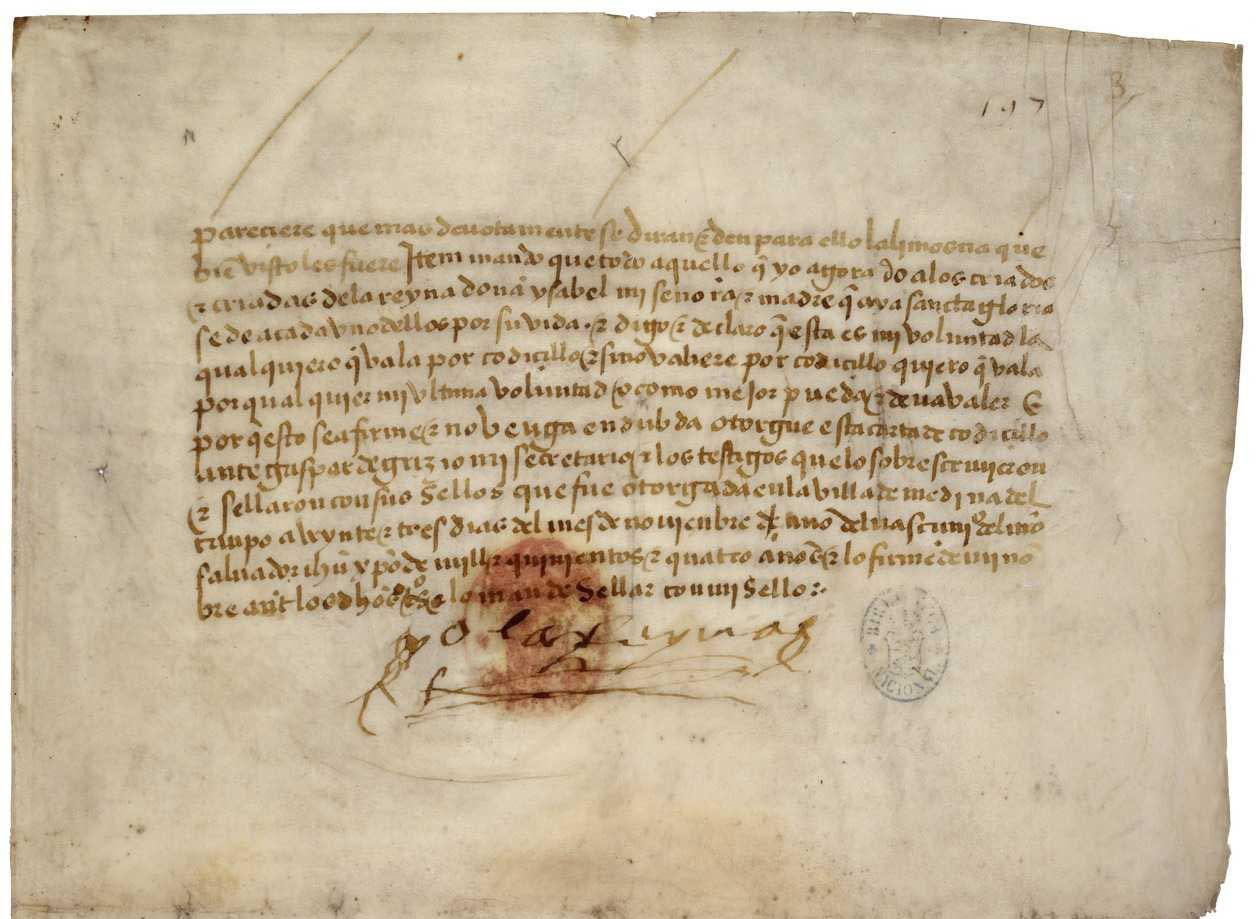
Testamento de Isabel la Católica.

El papel social de estos y otros funcionarios de algún modo fue semejante a la noblesse de robe (nobleza de toga) francesa, que tenía funciones judiciales. Tradicionalmente se ha proclamado con no disimulado orgullo que en España la administración de justicia no llegó a tener cargos venales como en Francia, pero de todas formas para una gran parte del territorio recaía en la jurisdicción señorial (que sí podía venderse, con los señoríos).

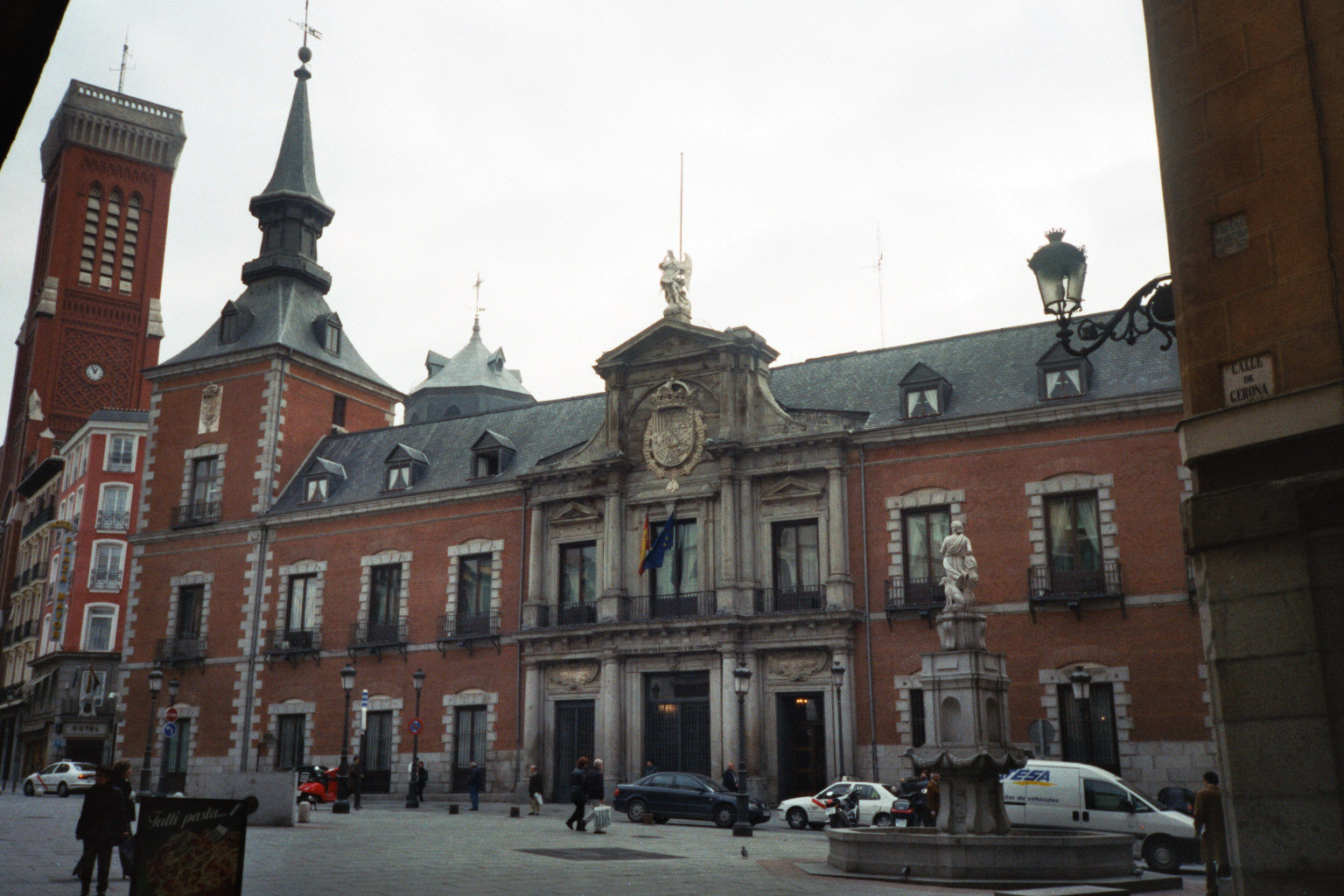
Sala de Alcaldes de Casa y Corte, Madrid (hoy Ministerio de Asuntos Exteriores).

El realengo era administrado judicialmente con una estructura que comenzaba en los municipios. Regidores y alcaldes eran verdaderos jueces, además de legisladores y poder ejecutivo a nivel local (la separación de poderes era inconcebible, tanto a altos como a bajos niveles); y los alguaciles eran justicias, asistidos por escribanos, como en cualquier tribunal. El gusto español por poner por escrito todo acto administrativo produjo un volumen documental tan extenso que ha permitido su explotación por parte de hispanistas de todo el mundo, en una especie de fuga de cerebros al revés, al no encontrar yacimientos semejantes en sus países de procedencia. La documentación producida por los despachos reales enseguida alcanzó tanto volumen que no podía acompañar a la corte itinerante, y Carlos V ordenó crear el Archivo General de Simancas. Acumulaciones semejantes de actos administrativos de los ayuntamientos y las parroquias permiten que la historia local española tenga un inagotable corpus documental. Imagínese el resultado de juntar a todo a ello los cientos de archivos de protocolos notariales, reflejo cotidiano de la actividad de todas las instituciones sociales a través de todo tipo de escrituras, tratos y contratos (matrimonios, dotes, testamentos, propiedades, títulos, mayorazgos, compraventas, hipotecas, censos...) que buscaban en el registro público del notario la seguridad jurídica que proporcionaba la liturgia de la palabra escrita y el papel sellado (invento español pronto imitado en Europa). El estadio en que se encontraba en cada momento la formación económico-social española encontró en estas instituciones el catalizador que aceleraba o retardaba el ritmo que las fuerzas productivas imprimían a su particular transición del feudalismo al capitalismo durante el Antiguo Régimen. 

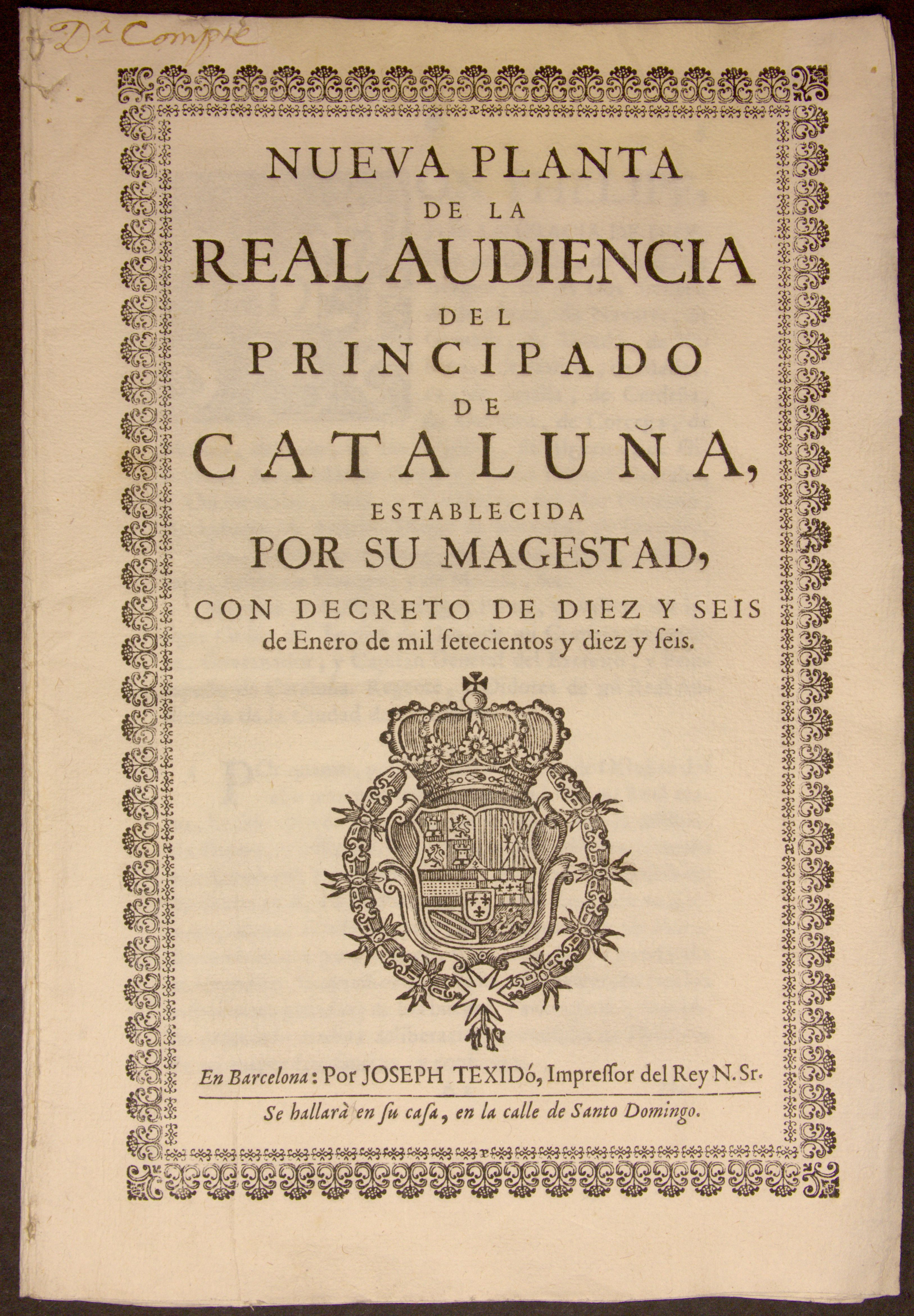
Decreto de Nueva Planta de Cataluña, 1716.

Para la Corona de Castilla, los tribunales superiores fueron las Reales Audiencias y Chancillerías de Valladolid y Granada (esta última heredera de la de Ciudad Real), creadas por delegación de la competencia jurisdiccional del rey, que en la Baja Edad Media se ejercía por su propia audiencia, itinerante como él mismo junto con los papeles y funcionarios de la Corte y que se convierte en dos instituciones estables que se reparten el territorio (con frontera en el Río Tajo) en el reinado de los Reyes Católicos. Durante la Edad Moderna fueron creándose otras audiencias (sin título de chancillerías y sujetas a la jurisdicción de estas) de Galicia, Asturias, Extremadura y Sevilla, además de las americanas.
La Corte disponía de una jurisdicción especial: la Sala de Alcaldes, también itinerante hasta el establecimiento de la capitalidad de Madrid (1561), que entraba en conflicto con la jurisdicción ordinaria del lugar donde esta residiera y un número determinado de leguas en su torno. Se establecía una prelación de esta (al igual que de la Audiencia o Chancillería en sus territorios, como emanación del poder real) en los llamados casos de corte. Una vez fijada la Corte, los conflictos competenciales fueron fundamentalmente con la Villa de Madrid.
Para la Corona de Aragón, la planta judicial incluía también la figura de la Audiencia Real. La legislación de los territorios de esta corona, así como en las provincias vascas y el reino de Navarra (que tenía como institución judicial el Consejo Real de Navarra) fue siempre menos permisiva para el poder real, y no desapareció totalmente ni con los Decretos de Nueva Planta, ni con la abolición del régimen foral tras las Guerras Carlistas. En la actualidad todavía sobrevive (en distinto grado en cada territorio) como derecho foral, muy importante en algunas cuestiones de derecho civil, e incluso en la conformación de los denominados derechos históricos de las llamadas comunidades forales.
Las fuentes del derecho en los distintos reinos cristianos peninsulares fueron muy diferentes, aunque el recuerdo de la legislación visigoda (Liber Iudiciorum) se mantuvo como una constante, tanto para justificar el poder (reino astur-leonés) como para rechazarlo (Condado de Castilla, que nació quemando sus ejemplares y prefiriendo el derecho consuetudinario aplicado por los jueces de Castilla, mediante las fazañas).
En Cataluña hubo una actividad legislativa muy importante en la Edad Media, recopilada en los Usatges de Barcelona y en las Constituciones Catalanas, que mantenían formulaciones pactistas propias de la Corona aragonesa. Similares principios fueron aplicados en los Fueros de Valencia y las Franquesas de Mallorca. La actividad litigiosa e interpretativa de esa legislación produjo un yacimiento inagotable de trabajo para los juristas de la Corona de Aragón durante todo el Antiguo Régimen, y hasta hoy.
La codificación legislativa dio a la corona de Castilla mayores atribuciones al rey, en un proceso de construcción de la monarquía autoritaria en la que los juristas romanistas introducen el Derecho común (de base romano-canónica), en pugna con los fueros tradicionales, concedidos localmente para fomentar la Repoblación (Fuero de Sahagún, Fuero de Logroño, Fuero de Avilés) o de forma más genérica como privilegios estamentales (Fuero Viejo de Castilla, Ordenamiento de Nájera). Este proceso comenzó en la Baja Edad Media con el Código de las Siete Partidas de Alfonso X el Sabio, y se acentuó con Alfonso XI (Ordenamiento de Alcalá) y los Reyes Católicos (Leyes de Toro). Ya en la Edad Moderna el proceso continuó con sucesivas reformulaciones (de la Nueva Recopilación a la Novísima Recopilación). La colonización española de América fue objeto de un especial cuidado legislativo (Leyes de Indias) para el que se solicitó un peculiar apoyo de juristas y teólogos (Junta de Burgos, Junta de Valladolid), dado que los justos títulos de la Conquista dependían de la interpretación de las Bulas Alejandrinas que el Papa concedió a los Reyes. Las instituciones americanas estuvieron basadas en las castellanas, aunque reinterpretadas y adaptadas a su situación ultraperiférica (cabildos municipales, audiencias, capitanías, gobernaciones, corregimientos virreinatos, Real Acuerdo, juntas).

## El ejército, la marina, la Santa Hermandad

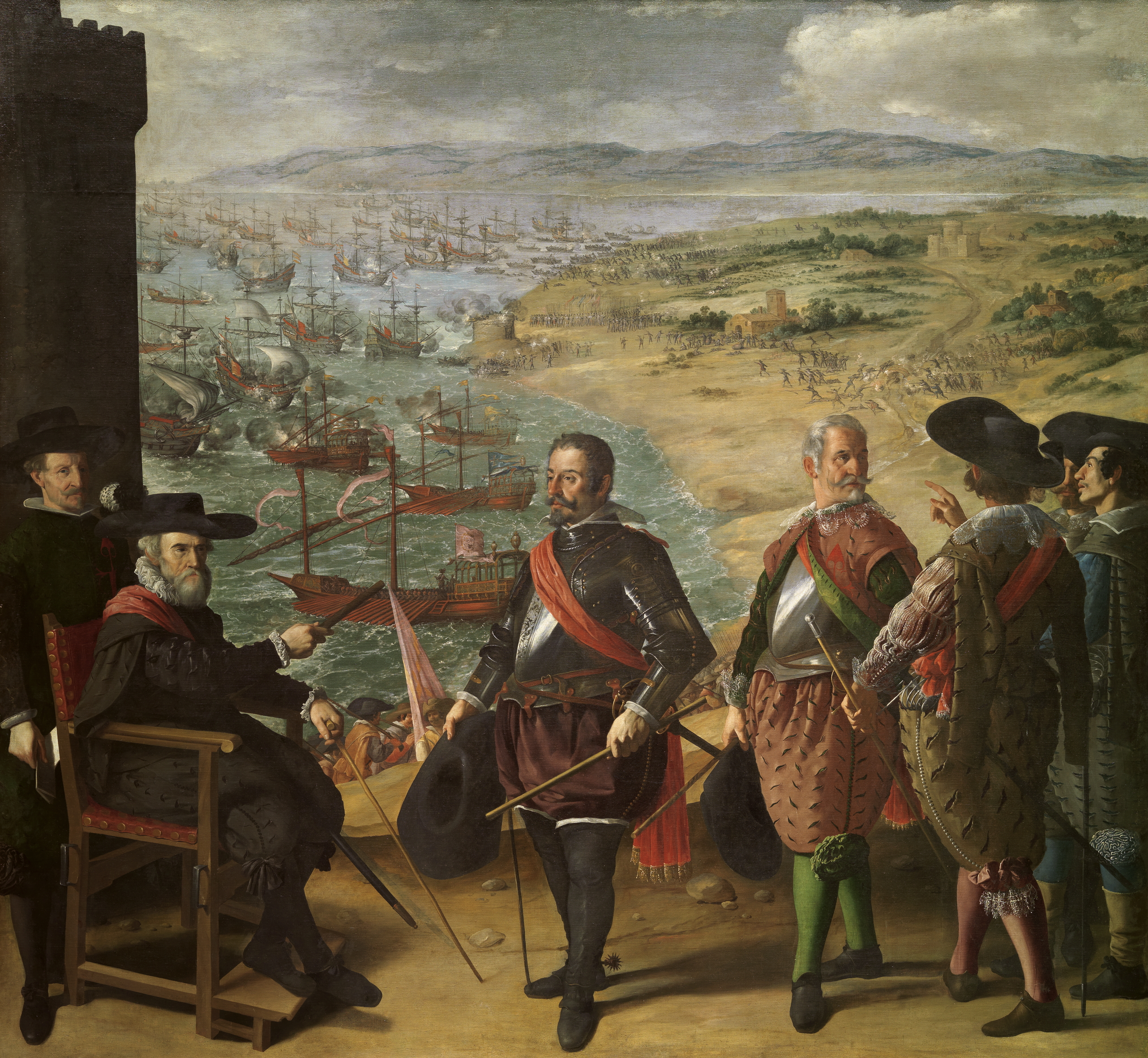
Defensa de Cádiz contra los ingleses (1634), por Francisco de Zurbarán. Además de los militares de alta graduación del primer término con armadura, banda de general y bastón de mando, y del caballero de Santiago, aparecen soldados de a pie, galeras, barcos de mayor calado y las fortificaciones de las que dependía la vigilancia de las costas, y cuyos restos siguen encontrándose por todo el litoral español en la actualidad.

Instrumento básico de la monarquía autoritaria fue el ejército permanente y profesional, formado por soldados de cualquier nacionalidad (unos meramente mercenarios y otros que buscaban su cursus honorum en la carrera de las armas). Quedaba superado el concepto medieval de huestes feudales, convocadas esporádicamente para una campaña limitada y luego disueltas, que limitaban el poder de la monarquía feudal a su capacidad de mantener la fidelidad de sus vasallos, que además debían ser recompensados con las tierras conquistadas. La Guerra de Sucesión Castellana, además de clarificar la unión dinástica con Aragón y no con Portugal, dejó clara que la única oportunidad de mantener la autoridad de un rey era su control de un instrumento militar a su exclusivo servicio que pudiera mantener controlados a los nobles y las ciudades, mejor si era tan caro que sólo llevando al límite los recursos de la hacienda de la monarquía pudiera pagarse. El arma de la artillería fue una innovación tecnológica muy útil para ello: los castillos nobiliarios y las murallas urbanas dejarán de ser obstáculos insalvables. La Guerra de Granada fue el campo de experimentación de ese nuevo mecanismo, que recibirá el nombre de tercios (desde 1534, a partir de las capitanías y coronelías de época anterior) y representará la ventaja decisiva frente a la monarquía francesa en las Guerras de Italia. El título tradicional de Condestable de Castilla —desde 1382 el jefe de los ejércitos, en sustitución del antiguo cargo de alférez— se vinculó a la familia de los Fernández de Velasco (duque de Frías) y pasará a cumplir un papel más que nada protocolario a partir del siglo XVII. Cuando ya la función militar de la nobleza era un recuerdo inofensivo, en tiempos de Felipe II se volvió a pensar en encuadrarla en las Reales maestranzas de caballería, que al igual que las órdenes militares cumplían una función castrense a la vez que dotaban a sus integrantes de un innegable prestigio estamental. Lo sustancial ocurría en otros escenarios: las continuas guerras en Europa mantuvieron a los tercios como una maquinaria bien engrasada por cuantiosas cantidades de dinero —y terriblemente imprevisible cuando faltaba: sacos de Roma y de Amberes—. El control del Camino Español entre Italia y Flandes permitió a la Monarquía Hispánica utilizarlos en beneficio de su política de defensa del catolicismo y la hegemonía de los Habsburgo hasta la batalla de Rocroi.
Lo mismo que con el cargo de condestable ocurrió con el título de Almirante de Castilla, que tenía a su cargo en la Edad Media la Marina de Castilla, y que terminó vinculado a una familia nobiliaria (los Enríquez, desde 1405) acabando por ser honorífico. Las Capitulaciones de Santa Fe otorgaban a Cristóbal Colón y sus descendientes el título de Almirante de la Mar Océana junto con el virreinato de las tierras por descubrir, pero la recuperación para la monarquía de la gestión efectiva de esas funciones fue cuestión de pocos años. Procedimientos similares se utilizaron con las denominadas conquistas en el territorio americano, extensión de las cabalgadas medievales, y que en la práctica eran subcontratas político-militares a un particular de los derechos que la monarquía se preocupó obsesivamente de mantener y justificar (los justos títulos y la lectura del célebre requerimiento). La Flota de Indias fue el desafío organizativo más importante al que se había sometido ningún imperio —el español y el portugués fueron los primeros imperios oceánicos del mundo—, y el éxito de su protección por los galeones fue probado por el hecho de que sólo uno de los convoyes (el de 1628, por el holandés Piet Hein) fuera capturado entre cientos. La protección de las costas de ambos lados del Atlántico, de una extensión inabarcable, frente a las potencias marítimas y la piratería también fue eficaz vista en perspectiva, a pesar de los fracasos puntuales (Pernambuco, Cádiz, Gibraltar...). Las galeras mediterráneas y la presencia fortificada en los presidios africanos (Ceuta, Melilla, Orán...) fueron los instrumento de control del otro espacio de interés geoestratégico, en el que el enemigo era el Imperio otomano y la piratería berberisca.

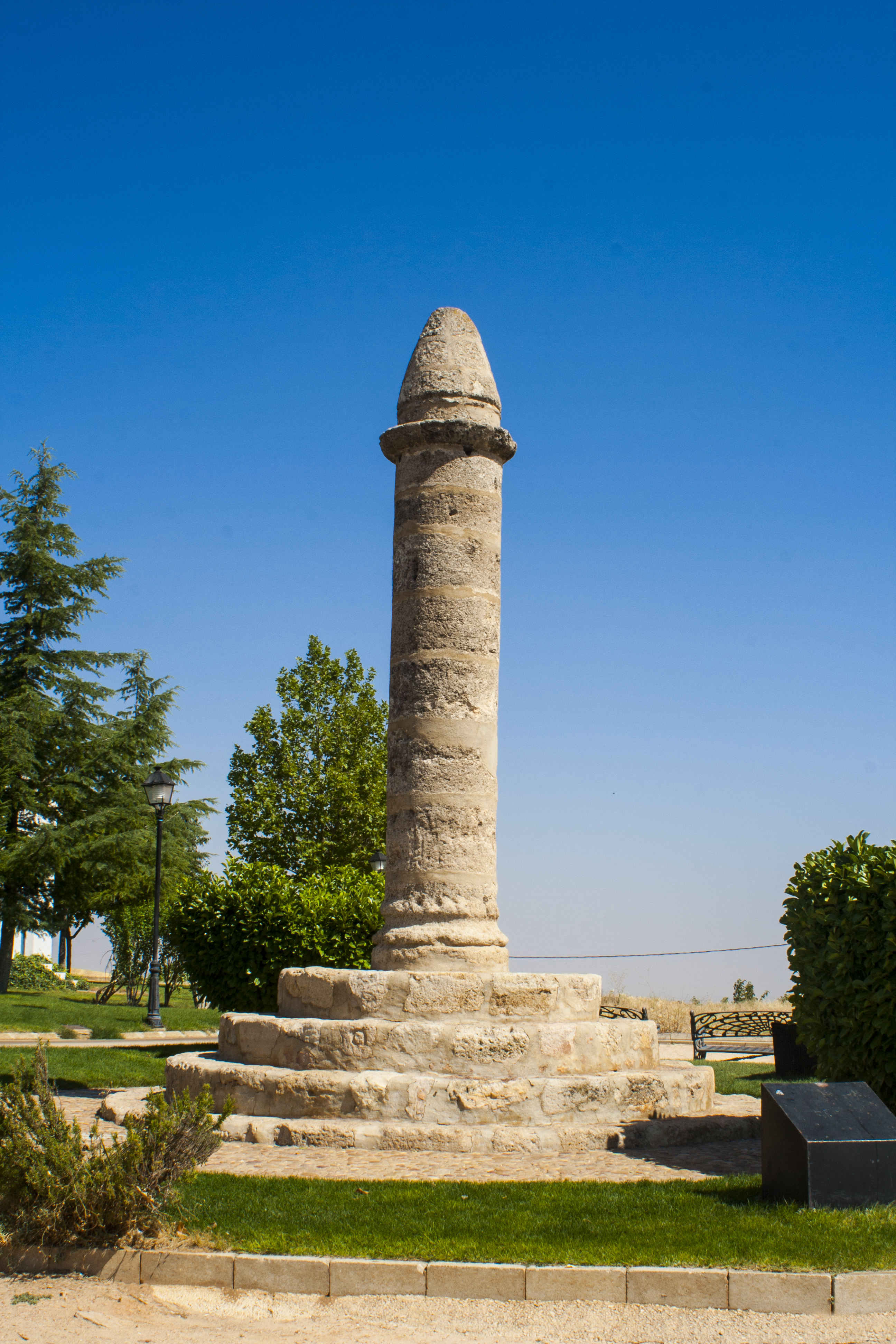
Picota de El Bonillo, provincia de Albacete.

El orden público interno estaba en manos de las justicias locales: señoriales o urbanas, y su dispersión era la norma. El rollo o picota era el símbolo de ejercicio de la jurisdicción, y su presencia en la entrada de las poblaciones lo indicaba, además de usarse para cumplir las penas de muerte o vergüenza pública. El ideal social de justicia expeditiva se reactivaba a cada episodio de delincuencia que impactaba la imaginación, sobre todo los delitos que alteraban la pax urbana. Las rondas nocturnas procuraban, más que evitarlos, hacer presente la existencia de una vigilancia. Los delitos en despoblado eran, por mucho más difíciles de prevenir, más castigados. La Santa Hermandad fue una milicia de cuadrilleros gestionada por los ayuntamientos castellanos (de forma parecida al somatén catalán), que pasó a ser controlada por la monarquía en tiempos de los Reyes Católicos. El bandolerismo —incluido el de los nobles rurales— no desapareció, y los mecanismos para combatirlo no llegaban a las zonas montañosas —Sierra Morena, zonas de Cataluña o Galicia— hasta que se desarrolló la repoblación de alguna de ellas (programa de Olavide para Sierra Morena). Su pervivencia en el siglo XIX fue el objeto de atracción de un curioso «turismo» romántico. No hubo ningún cuerpo de policía digno de tal nombre hasta Fernando VII, que lo usó como agencia de represión política, y más tarde incluso, la Guardia Civil (1844), que heredó muchas características de la Santa Hermandad, como el despliegue territorial de vocación preferentemente rural. Curiosamente, el único cuerpo de seguridad existente en la actualidad y que deriva del Antiguo Régimen son los mozos de escuadra, recuperados por la comunidad autónoma de Cataluña, que fueron creados como Escuadras de Paisanos Armados el 24 de diciembre de 1721, con un fin bien poco autonomista: mantener el orden público en sustitución del somatén y acabar con los reductos de miquelets (migueletes) partidarios de Carlos de Austria.
Al igual que es imposible encontrar en el Antiguo Régimen una separación de poderes como la que describían Locke o Montesquieu, la pretensión de ejercicio unitario del poder llevaba a que la organización militar en el territorio podía identificarse con el orden civil hasta tal punto que no hubiera diferencia ninguna entre los cargos de ambos ámbitos. El ejemplo más acabado llegó con el absolutismo borbónico, en la figura del intendente de ejército y provincia, sometido a las once Capitanías Generales. No obstante, para que se pudieran implantar esas figuras hubo que esperar a que desapareciera el particularismo de los reinos de la corona de Aragón, que no admitían la capacidad del rey para ordenar a su voluntad la presencia de tropas —lo que estuvo en el origen de la sublevación de Cataluña (1640)—. Peculiaridades similares se mantuvieron en los territorios forales vascos y navarro. También en el siglo XVIII, al tiempo que el programa del Marqués de la Ensenada reconstruía una armada capaz de mantenerse en la carrera armamentística con Francia e Inglaterra hasta Trafalgar, se creó una estructura en tres departamentos marítimos: el del Mediterráneo o Levante, con base en el Arsenal de Cartagena, y dos para el Atlántico, el de Cádiz y el de Ferrol.
El Real Colegio de Artillería de Segovia, instalado en el Alcázar fue una institución científica de primer orden. Matemáticas, cálculo, geometría, trigonometría, física, química, estudios de artillería y fortificación, laboratorio, biblioteca científico-militar, «No faltaran libros ni dinero para comprarlos» señaló el conde Félix Gazola, producción editorial propia de libros para la enseñanza, traducción de obras científicas y desde luego investigación empírica aplicada, fueron algunas de las materias y actividades que distinguieron a un Colegio protegido por la Corona y lo convirtieron en el centro de enseñanza de más entidad en la España del último tercio del XVIII, correspondiente y al nivel de prestigiosas instituciones científicas internacionales con las que se relacionaba.
En la época de Carlos III y bajo el gobierno del Conde de Aranda se fundaron una serie de instituciones que tendrán gran proyección en la Edad Contemporánea, unas simbólicas: la Marcha Real (que se convertirá en himno de España) y el estandarte rojigualda (que sustituyó al blanco con la cruz borgoñona de San Andrés en la Marina y se acabó convirtiendo en bandera de España); y otras sustantivas: las Reales Ordenanzas (Reales Ordenanzas para el Régimen, Disciplina, Subordinación y Servicio de sus Exércitos, de 22 de octubre de 1768) y la regulación extensiva del reclutamiento obligatorio por sorteo de quintas (1770), evolución del ya existente, derivado del sistema de la Santa Hermandad (que obligaba a cada población o grupo de ellas al repartimiento de un soldado por cada cien habitantes). Quedaban exentos los privilegiados, y, participantes de ese privilegio, las provincias vascas y Navarra (lo que producía una curiosa emigración de parturientas desde las provincias limítrofes). No obstante, la conformación de algo que pudiera llamarse ejército nacional, similar al ejército revolucionario de Francia, hubo de esperar al levantamiento popular de la Guerra de Independencia Española.

## La Iglesia, la enseñanza, la Inquisición

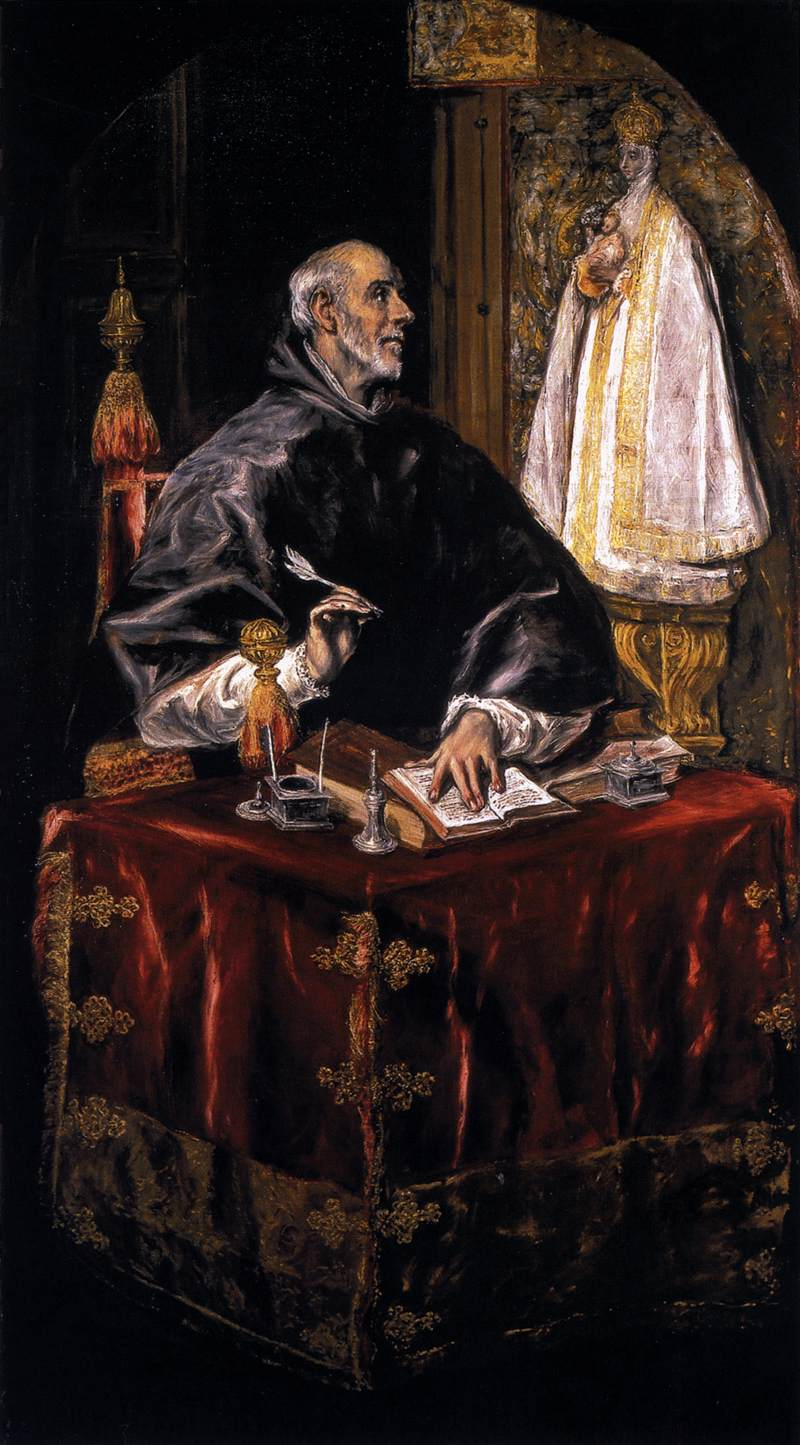
San Ildefonso, por el Greco, buscando inspiración en la imagen de la Virgen, a la que el santo visigodo toledano dedicó sus escritos. La especial devoción a la virgen fue (y sigue siendo) un rasgo distintivo de la religiosidad popular española, que la Contrarreforma consiguió encauzar e integrar: incluso polémicas definiciones teológicas (voto concepcionista y voto asuncionista) sirvieron en gran medida a ello, al implicar a ciudades enteras en una devoción cuyo debate intelectual podía degenerar incluso a la violencia (de modo no muy distinto a como había ocurrido siglos antes con las famosas cuestiones bizantinas). El protestantismo, en cambio, quedó restringido a escasos núcleos fácilmente reprimidos (alumbrados) y no se implantó. Por otro lado, obsérvense los útiles del escritorio. La condición de intelectual traía supuesta la previa de clérigo durante casi toda la Edad Media. La cultura secular se hace cada vez más autónoma desde el Renacimiento, pero durante todo el Antiguo Régimen la escasa alfabetización y el predominio ideológico de la Iglesia siguieron haciendo en gran medida válida esa identificación.

La Iglesia en la Monarquía Católica era una institución diferente pero no separada del poder civil, que la servía y la utilizaba a la vez: la consecución del «máximo religioso» a finales del siglo XV, que justificó la expulsión de los judíos y el bautismo forzoso de los moriscos, no niega su utilidad para el control social interior, y a veces se ha explicado como el resultado de una lucha de clases enmascarada de conflicto étnico-religioso. La política europea de los Habsburgo, y la afirmación de Felipe II «prefiero perder mis estados a gobernar sobre herejes» no sólo fue un desangrarse sin sentido en beneficio de la fe católica, sino un encadenamiento de respuestas tácticas y estratégicas que entran dentro de la lógica imperial. Las relaciones Iglesia-Estado, que originan el nacimiento de la diplomacia a finales de la Edad Media no se establecieron sin conflictos: el regalismo o predominio del Monarca Católico sobre la Iglesia dentro de sus fronteras presidió siempre su relación tanto con la iglesia local como con el Papa, que tenía en la Nunciatura apostólica mucho más que una simple embajada (extraía notables rentas y ejercía una gran influencia política, además de religiosa). Como contrapartida, la injerencia de la potencia hegemónica —España— en Roma —centro de las relaciones internacionales— era constante: desde la preparación de los cónclaves (en los que se imponían a veces candidatos tan claros como Adriano de Utrecht, preceptor de Carlos V) hasta la invasión (saco de Roma de 1527), pasando por las alianzas puntuales a favor (Liga Santa de 1511 y de 1571), o en contra (Liga de Cognac de 1526). El control político del clero iba más allá de la simple colaboración: nombramiento de obispos obtenido con el derecho de presentación, la participación en las rentas eclesiásticas (las tercias reales del diezmo, un impuesto más importante que cualquiera de los civiles) y, ya en el siglo XVIII, presión sobre sus propiedades mismas (la llamada «primera desamortización»). En América, las Bulas Alejandrinas hacían que el control fuera aún mayor.
Prueba de la profunda religiosidad que se supone al Católico Monarca era la extremada importancia que se concedía a la elección del confesor real, todo un poder en la Corte por su capacidad de acceso a la persona del rey (a veces considerado poco menos que un valido), y que se acostumbraba nombrar entre los miembros de una orden religiosa (sucesivamente franciscanos, jerónimos, dominicos, jesuitas...) interpretándose el nombramiento de nuevo confesor como un acto de gobierno de primer orden, cuyo significado era analizable en términos políticos como expresión de la confianza que al rey merecía una u otra facción, sirviendo de cauce de la discrepancia (de una manera diferente, pero paralela a como los distintos partidos políticos se relacionaban con el rey en una monarquía parlamentaria no democrática).

La influencia de los confesores regios era sólo un aspecto del enorme prestigio de que gozaba la Iglesia, quizás el más poderoso de los grupos de presión, según la terminología actual. Pero su autoridad era más social que política. Defendía sus intereses y exenciones, incluso los menos justificables; sin embargo, en sus choques contra un poder civil impopular solía tener las simpatías del pueblo. Algunos predicadores criticaron la actuación de los gobernantes; no pocos trataron de influirlos con sus escritos; más de uno consiguió puestos relevantes... Basta recordar el papel principalísimo que jugó el cardenal Portocarrero en las luchas por la sucesión. Pero la Iglesia, como cuerpo jerárquico, no tuvo una actuación política definida.

En cuanto al resto de la administración, el clero (que seguía siendo, como en la Edad Media, el segmento más instruido de la población) era utilizado extensivamente: desde la presidencia del Consejo de Castilla, que se confiaba sistemáticamente a un obispo, hasta las peticiones de información estadísticas que se dirigían a los párrocos.

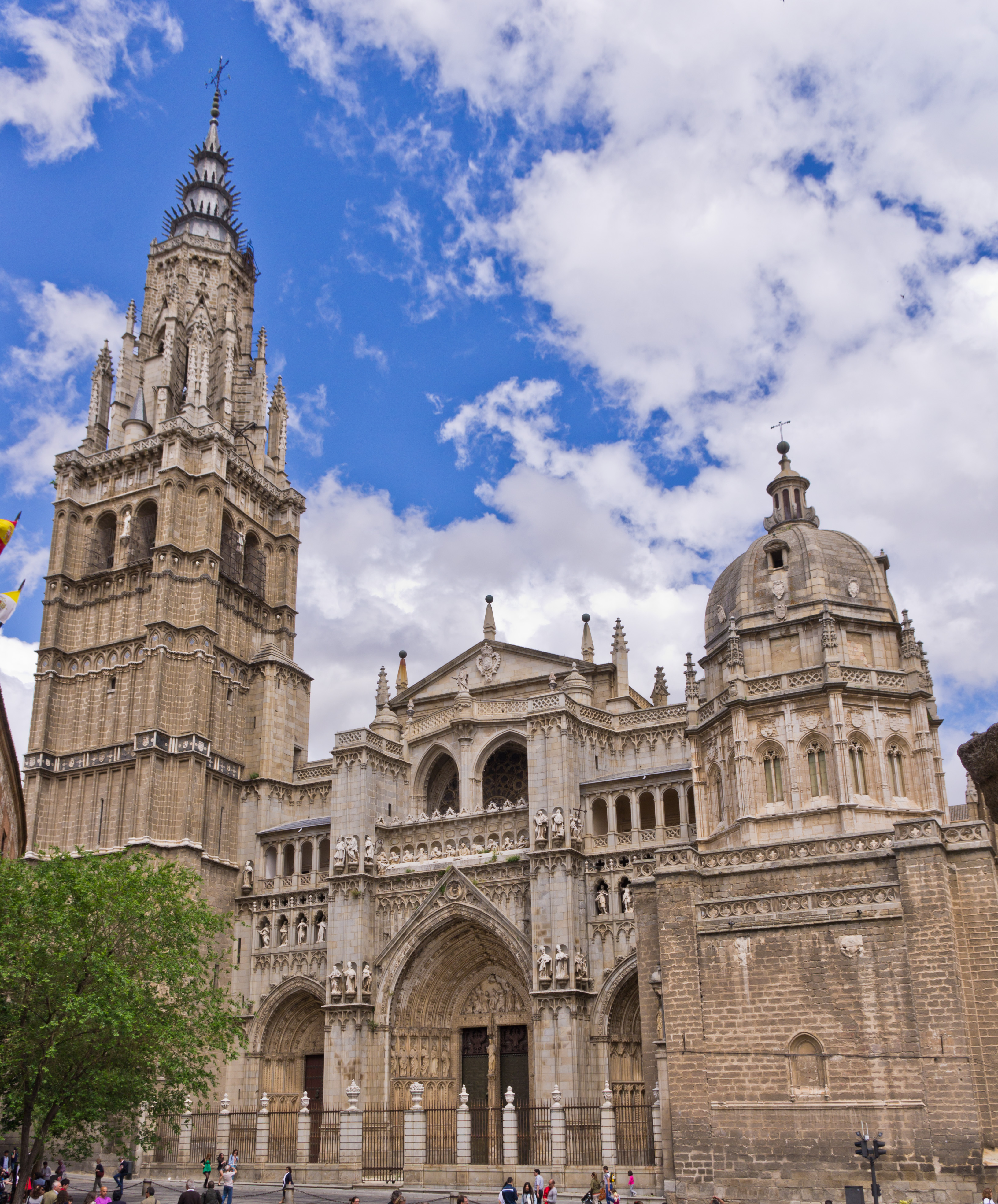
Catedral de Santa María de Toledo, primada de España.

Sociedad perfecta, según su propia teología (el agustinismo político), la Iglesia se encontraba inextricablemente unida en cuanto institución con la sociedad estamental: clero y nobleza son la misma clase, los privilegiados, y la justificación del predominio social y económico de ambos frente a burguesía y campesinos es una clara y consciente parte mundana de su misión espiritual. En iglesias y monasterios los miembros de la nobleza, que suelen haber hecho donaciones sustanciosas, se sientan en lugares preferentes (al igual que sus lugares de enterramiento). Sus hijos segundones (de ambos sexos) entran a cubrir los principales puestos, cubiertos con sustanciosas dotes. Las mandas testamentarias obligan a realizar la mayor parte de las misas por su salvación eterna. Las mismas tierras de la Iglesia son de manos muertas, es decir, están vinculadas a ese fin y no pudieron venderse hasta que pasaron a ser bienes nacionales en la desamortización. Incluso los no privilegiados que alcanzaban una posición económica desahogada encontraban más interesante que la inversión de capital la imitación de estas estrategias de origen nobiliario (lo que se ha denominado la «traición de la burguesía»).
Los campesinos que formaban parte de los señoríos eclesiásticos no disfrutaban de condiciones económicas o jurídicas más suaves que los de un señorío laico. Además, todos —en señorío y en realengo— estaban obligados a pagar los impuestos religiosos (diezmos y primicias), y en una extensa zona de Galicia, León y Castilla, se pagaba además el Voto de Santiago, que incluía el Patronazgo de España y su reconocimiento anual por el rey o su representante. El fuero eclesiástico suponía, además de la exención de impuestos a todos los participantes de él, una jurisdicción privativa que incluía el sagrado de las iglesias (al que podía acogerse cualquier criminal, siendo imposible para la justicia civil prenderle dentro de ellas).

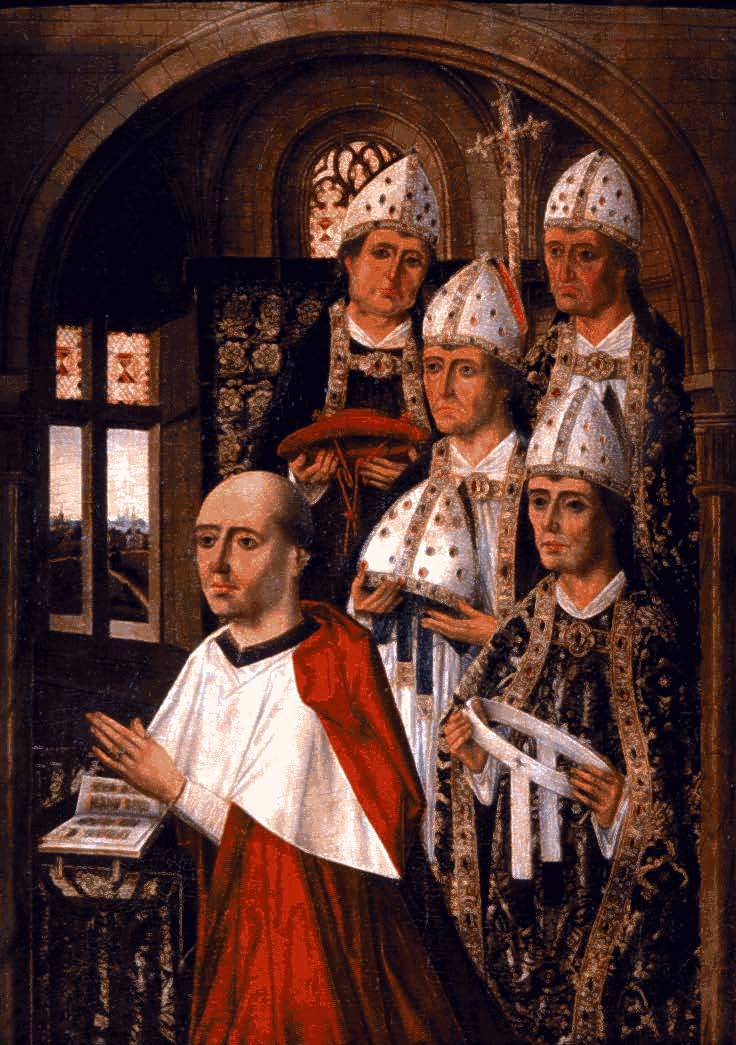
El Cardenal Mendoza, por Juan Rodríguez de Segovia, Maestro de los Luna (1484). Aparece orante, respaldado por cuatro obispos que portan las insignias de su condición: cruz procesional, capelo cardenalicio, mitra de obispo, y estola sacerdotal.

Se designó una sede primada (Toledo), cuya primacía discutían Tarragona y Braga, y una red de archidiócesis y diócesis que en la práctica daban a los obispos, apoyados por los canónigos del cabildo catedralicio una enorme autoridad. Las colegiatas e iglesias mayores de las localidades importantes reproducían esa institución colegiada. Los arciprestazgos locales y las parroquias cerraban la base institucional de la red del clero secular, muy tupida en el norte de España y muy dispersa en el sur, con zonas en Andalucía, la Mancha, Extremadura y Murcia en que la atención pastoral era muy deficiente. Simultáneamente abundaban las figuras poco edificantes del beneficiado que acumulaba las rentas de varios beneficios, los capellanes que cantaban misa con escasos asistentes (o ninguno, aparte del monaguillo) en los palacios nobiliarios, la del tonsurado que no ejercía ninguna cura de almas o la del que recibía órdenes menores con el único fin de adquirir el fuero eclesiástico. El clero regular estaba también implantado de forma similar por el territorio, pero subdividido en una gran cantidad de órdenes religiosas de diversos tipos, con monasterios (en su mayor parte en áreas rurales) y una conventos urbanos (gravitando peligrosamente sobre la economía local, como se quejaban los municipios que frecuentemente solicitaban la limitación de nuevas fundaciones).

Mapa de las diócesis de España en la actualidad (archidiócesis en color más oscuro). Como se puede observar, no corresponden ni a la actual división de comunidades autónomas, ni siquiera a la división provincial de 1833. Salvo algunas modificaciones (como las diócesis de Madrid, antes pertenecientes a Toledo) continúan trazando las fronteras existentes en el Antiguo Régimen, en el que fueron la referencia de demarcación más clara, dada la indefinición de otras jurisdicciones. Otras modificaciones han suscitado conflictos, como el destino de las obras de arte provenientes de parroquias de la Franja de Aragón.

Los proverbiales relajamiento de costumbres y mala formación del clero bajomedieval fueron objeto de enérgicos programas de reforma: como el Sínodo de Aguilafuente convocado por el obispo de Segovia Juan Arias Dávila en 1472 (que dio origen al primer libro impreso en España: el Sinodal de Aguilafuente), o el más general Concilio de Aranda convocado por el Arzobispo Carrillo en 1473; lo que no impidió que su sucesor en la sede toledana, el Cardenal Mendoza, conocido como tercer rey de España, legitimara a sus hijos (los «bellos pecadillos del cardenal», según Isabel la Católica); o que la sucesión de la sede compostelana recayera primero en el sobrino del arzobispo anterior y después en el hijo, enlazando tres Alonsos de Fonseca a los que hay que distinguir con números ordinales. Este sería el caso más escandaloso, de modo que hubo quien se burlara al insinuar que lo habían instituido mayorazgo, quizá heredable por hembras. Para eludir inconvenientes canónicos, se insertó un breve interregno de un sobrino del valenciano papa de Borja o Borgia (Alejandro VI). También ocurrió lo mismo en el obispado de Burgos con Pablo de Santa María y su hijo Alonso de Cartagena, aunque en este caso el escándalo no podía incluir ningún reproche a su moral sexual, puesto que el hijo lo había tenido como rabino judío antes de ser bautizado (sin duda sinceramente, pero coincidiendo con los terribles pogromos de 1390). El papel del Cardenal Cisneros en el tránsito del siglo XV al siglo XVI fue decisivo para que la Iglesia española se convirtiese en un mecanismo disciplinado, poco accesible a las innovaciones de la reforma luterana, aunque sí sufrió el desgarrador debate en torno al erasmismo, que mucho tuvo que ver con la resistencia a la modernización en las órdenes religiosas. Durante el siglo XVI se produce un movimiento reformista de carácter místico en el que se implicaron con no pocos enfrentamientos Teresa de Jesús y Juan de la Cruz; y, con una perspectiva europea, la fundación de la Compañía de Jesús por Ignacio de Loyola (los tres personajes fueron más tarde canonizados).

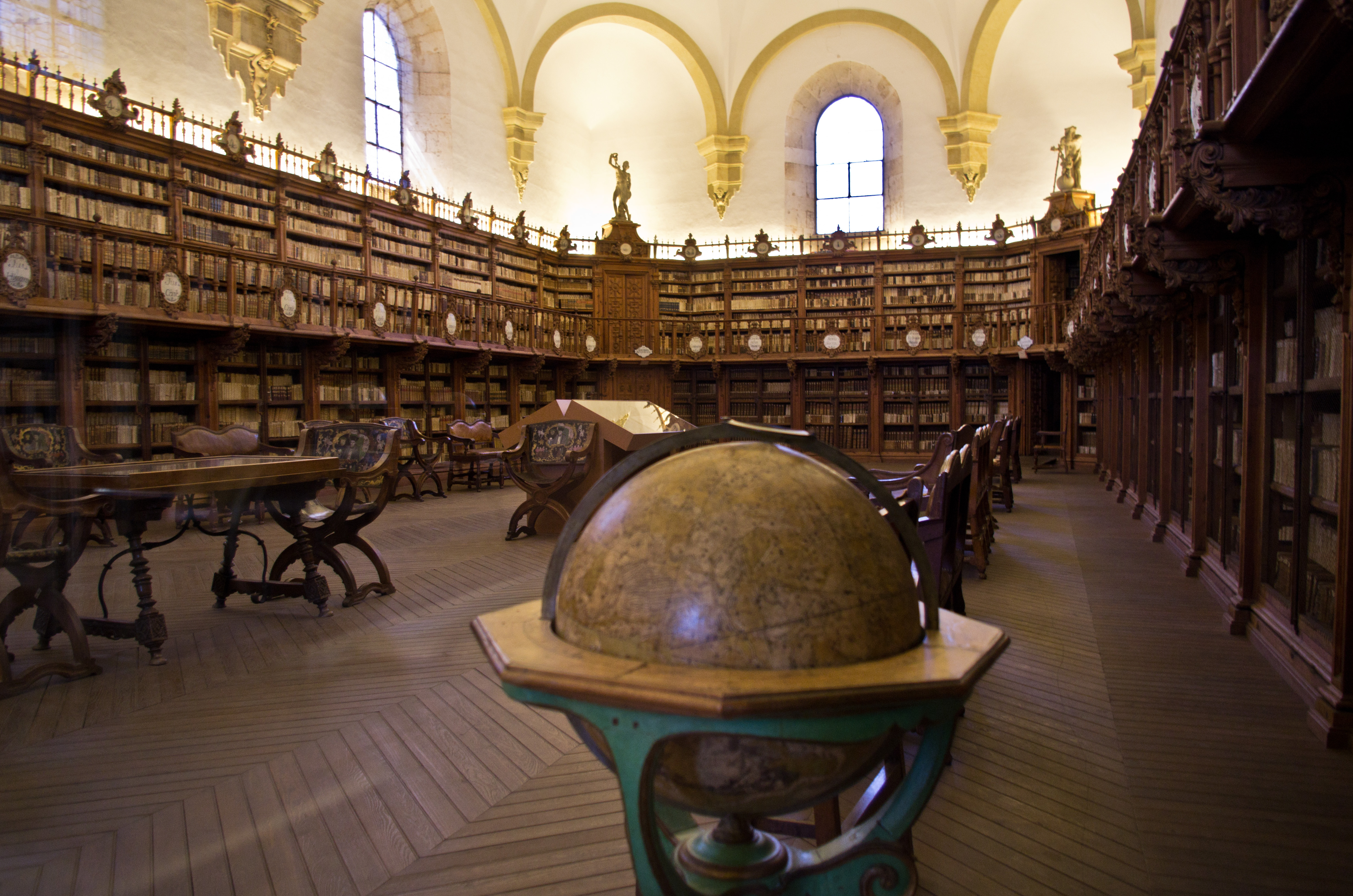
Biblioteca antigua de la Universidad de Salamanca.

Gran importancia tuvieron dos instituciones ligadas directamente a la Iglesia: las Órdenes Militares (como la internacional Orden de San Juan y las privativas de Aragón Montesa y Castilla Santiago, Alcántara y Calatrava) y las Universidades (entre las que destacaban las que pasaron a denominarse mayores: Salamanca, Valladolid y Alcalá, frente al resto de conventos y colegios-universidades, que pasaron a denominarse menores cuya función social era mucho más importante que la educativa, mientras que la científica estuvo prácticamente ausente, más allá del Derecho y la Teología. Gran importancia tuvo la llamada Escuela de Salamanca, que desde una posición neoescolástica y neoaristotélica puede considerarse la constructora principal de la ideología dominante en la España de los Habsburgo. La vida de las Universidades estaba dominada por los enfrentamientos entre los diferentes colegios universitarios, vinculados a distintas órdenes religiosas, sobre todo franciscanos, dominicos y jesuitas (como los que llevaron a la cárcel a Fray Luis de León, agustino). En el siglo XVIII, dentro de una vergonzosa decadencia intelectual que permitía excentricidades como las del Piscator salmantino Diego de Torres Villarroel, el principal enfrentamiento se producía entre los grupos denominados golillas y manteístas, con derivaciones a las posteriores carreras políticas de los universitarios. Los intentos de reforma que produjo la crítica ilustrada (Jovellanos, Meléndez Valdés), no llegaron a tener ningún efecto. Cuando Fernando VII cerró universidades (al tiempo que abría la Escuela de Tauromaquia de Pedro Romero) su estado era definitivamente catastrófico. La desamortización y la creación de la Universidad Central en Madrid marcaron el comienzo de una renovación universitaria, ya a mediados del siglo XIX.

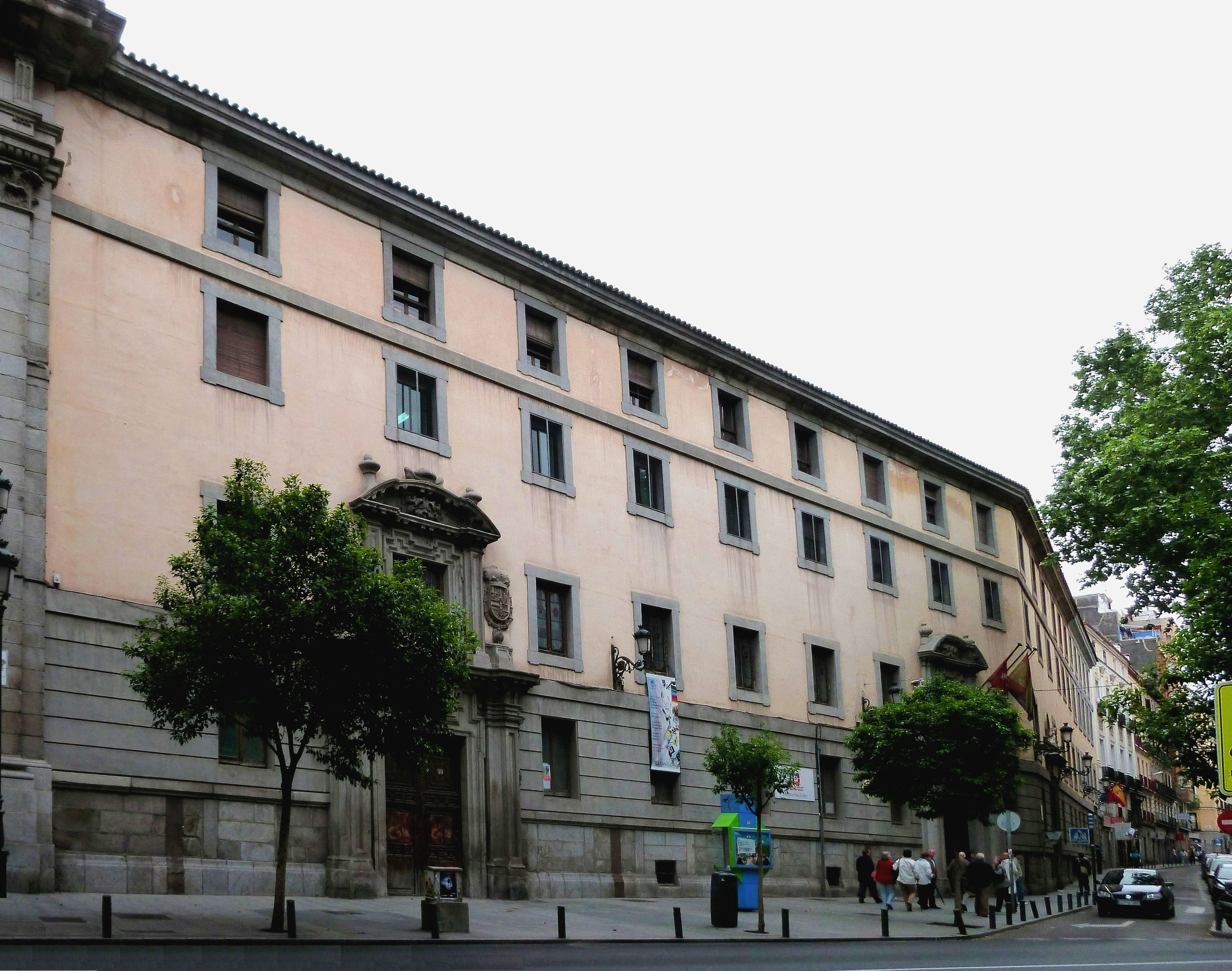
Colegio Imperial de la Compañía de Jesús, hoy Instituto San Isidro.

En la enseñanza media, la creación de los Reales Estudios de San Isidro, Colegio Imperial o Seminario de Nobles de Madrid por los jesuitas, como mecanismo de captación de las élites; y la implicación de los escolapios en la enseñanza fueron significativas a partir del siglo XVII. A los primeros les granjearon no pocos enemigos, tanto entre las demás órdenes religiosas como entre los ilustrados, como se demostró con ocasión del Motín de Esquilache (1766). Hubo también instituciones laicas de enseñanza, vinculadas a los ayuntamientos y confiadas a maestros de latinidad (algunos de ellos notables como el Estudio de la Villa de Madrid regentado por Juan López de Hoyos, donde asistió Miguel de Cervantes), pero de ninguna manera generalizadas. La regulación estatal de la enseñanza primaria y media hubo de esperar a la Ley Moyano, desarrollada en la segunda mitad del siglo XIX, aunque no se hicieron esfuerzos suficientes por generalizar la escolarización hasta la Segunda República Española, que procuró restringir la influencia de los religiosos, triunfante de nuevo con el nacionalcatolicismo posterior.
En cuanto a las instituciones científicas, aparte de la clásica organización de la profesión médica en las Facultades de Medicina, se instauró el Protomedicato en tiempo de Carlos V, aunque no llegó a ser una institución centralizada, manteniéndose colegios locales como el Colegio de San Cosme y San Damián en Pamplona (que ni siquiera tenía jurisdicción en toda Navarra). Las necesidades de organización del Imperio ultramarino condujeron a que en el siglo XVI se organizaran bajo el patrocinio del estado instituciones formativas ligadas a la minería y metalurgia (Almadén) y sobre todo al armamento y a la navegación a través del monopolio comercial de la Universidad de mareantes y la Casa de Contratación, que estableció los cargos de piloto mayor y cosmógrafo mayor, una Cátedra de Navegación y Cosmografía desde 1552, y más tarde un arqueador y medidor de naos y una Cátedra de Artillería, fortificaciones y escuadrones. A partir del siglo XVIII se imitó el modelo francés con la creación de las Reales Academias. Ya en el final del Antiguo Régimen, aparecieron la Academia de Artillería de Segovia y la red de Reales Sociedades Económicas de Amigos del País.

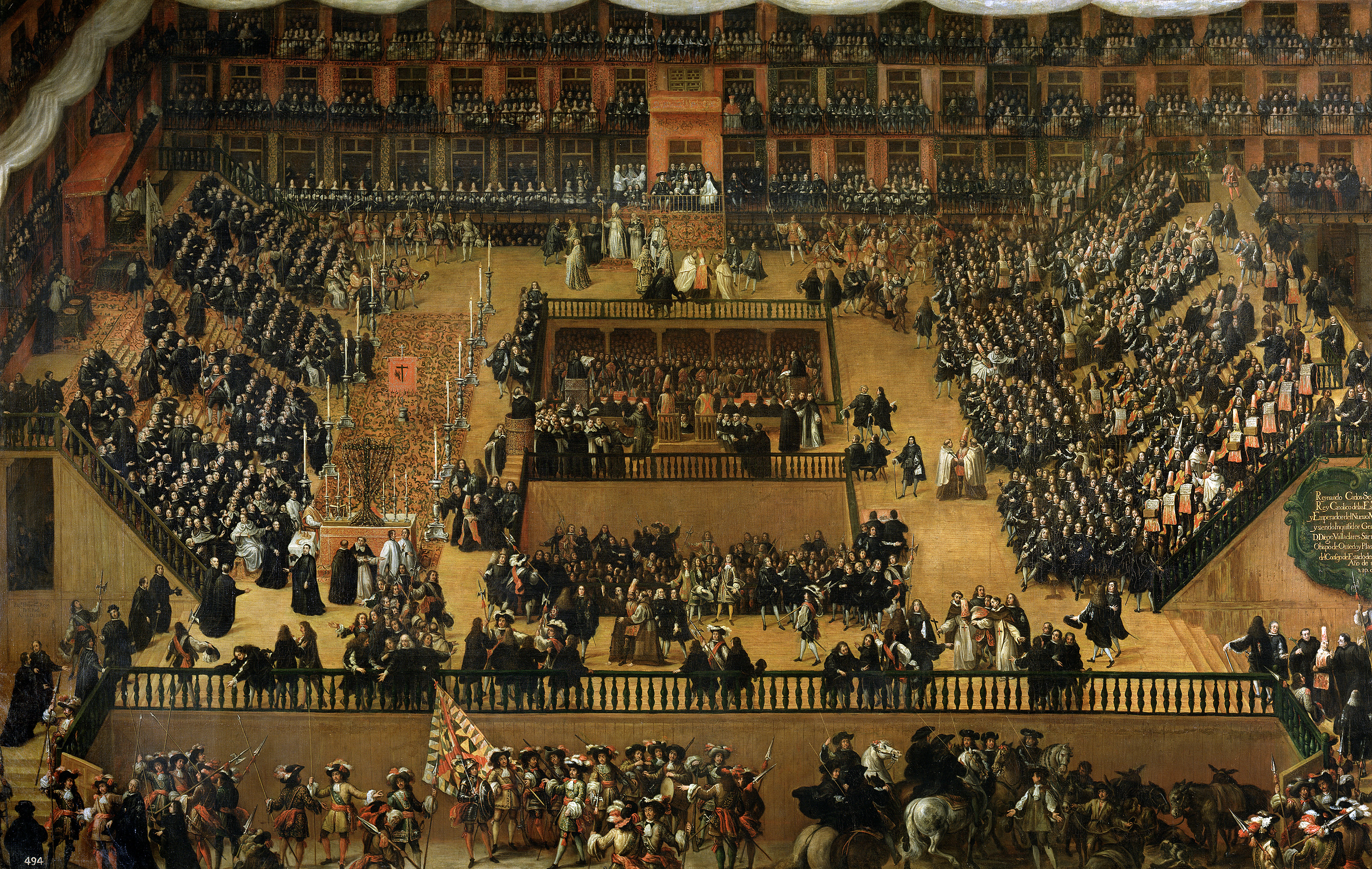
Auto de fe en la Plaza Mayor de Madrid, por Francisco Rizi (1683), Madrid, Museo del Prado.

La disidencia en asuntos religiosos fue competencia de una institución peculiar: la Inquisición española, posiblemente la única común a toda España, además de la corona, y que al no tener jurisdicción en los reinos europeos (los intentos de sofocar el protestantismo en Flandes mediante su implantación fueron una de las causas del éxito de su revuelta) realmente puede considerársela como una conformadora de la personalidad nacional, extremo en que insistió la propaganda antiespañola conocida como Leyenda Negra. Su implantación territorial, con tribunales en ciudades estratégicamente elegidas y sobre todo con una red de informantes (los familiares) fue extraordinariamente eficaz. Su papel político en ocasiones escapaba de la habitual sujeción al poder civil que la solía instrumentalizar y llegó a poner en aprietos a este (procesos al obispo Carranza, en el siglo XVI, y a Macanaz y Olavide, ya en el siglo XVIII).
El papel de la Inquisición y de los estatutos de limpieza de sangre en la conformación de la mentalidad del cristiano viejo fue lo más parecido que pudo llegarse a la conformación de una conciencia nacional en la España de los primeros siglos de la Edad Moderna.
| Predecesor: Crisis de la Edad Media | Periodos de la Historia de España Instituciones españolas del Antiguo Régimen | Sucesor: La Ilustración |